# Tổ chức Nghiên cứu thiên văn châu Âu tại Nam Bán cầu
Đài thiên văn phía Nam của Châu Âu (tiếng Anh: European Southern Observatory (ESO), tiếng Pháp: Observatoire européen austral), tên chính thức là Tổ chức Nghiên cứu thiên văn châu Âu tại Nam Bán cầu (tiếng Anh: European Organization for Astronomical Research in the Southern Hemisphere, tiếng Pháp: Organisation Européenne pour des Recherches Astronomiques dans l'Hémisphere Austral) là một tổ chức nghiên cứu liên chính phủ về thiên văn học, kết hợp từ mười bốn nước thuộc châu Âu và Brasil (2010). Được thành lập năm 1962 với mục đích cung cấp những cơ sở tiên tiến nhất và khả năng quan sát bầu trời ở Nam Bán cầu cho các nhà thiên văn châu Âu. Tổ chức này nổi tiếng với những đài thiên văn và điều hành những kính thiên văn lớn nhất, công nghệ hiện đại nhất trên thế giới; như Kính thiên văn công nghệ mới (NTT), đây là kính tiên phong áp dụng công nghệ quang học chủ động, và kính thiên văn rất lớn - VLT (Very Large Telescope), gồm bốn kính đường kính 8 m và bốn kính phụ đường kính 1,8 m.
Nhiều cơ sở quan sát của tổ chức đã đóng góp những khám phá thiên văn quan trọng, cũng như thực hiện một vài danh lục thiên văn học. Một trong những khám phá gần đây đó là sự khám phá ra vụ bùng phát tia gamma xa nhất và chứng cứ cho một lỗ đen tại trung tâm của thiên hà chúng ta, dải Ngân Hà. Năm 2004, kính VLT đã cho phép các nhà thiên văn học chụp được bức ảnh trực tiếp đầu tiên về một hành tinh ngoại hệ 2M1207b, nó quay xung quanh lùn nâu cách Mặt Trời 173 năm ánh sáng. Nhờ phổ kế HARPS mà tổ chức đã phát hiện ra nhiều hành tinh ngoài Hệ Mặt Trời, bao gồm một hành tinh với khối lượng khoảng 5 lần khối lượng Trái Đất, Gliese 581c. Kính VLT cũng đã quan sát thấy một trong những thiên hà xa nhất Abell 1835 IR1916 đồng thời cung cấp thêm bằng chứng về thiên hà xa nhất cho tới tháng 11/2010, thiên hà UDFy-38135539.

## Các cơ sở

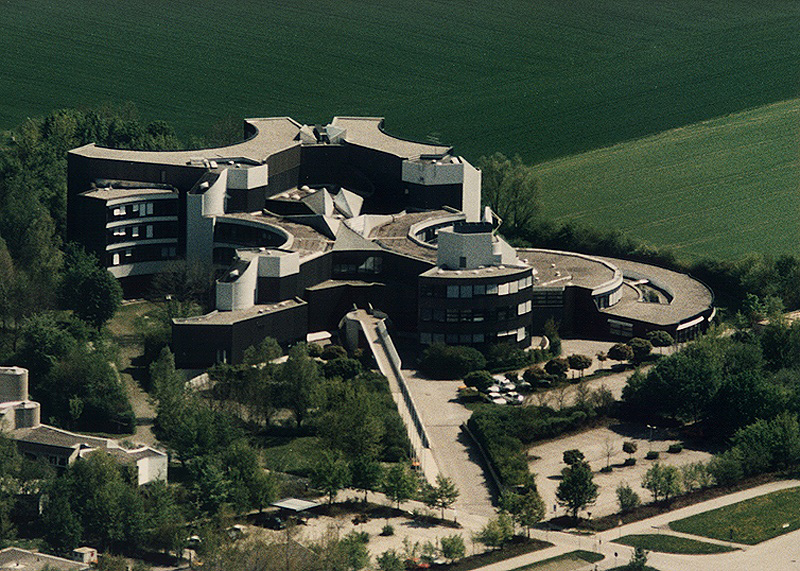
Trụ sở ESO ở Garching, Đức

Mọi cơ sở quan sát của tổ chức đều nằm ở Chile (do mục đích nghiên cứu bầu trời Nam Bán cầu và điều kiện khí quyển thuận lợi ở sa mạc Atacama, một nơi lý tưởng cho quan sát thiên văn), trong khi trụ sở chính lại đặt tại Garching gần Munich, Đức. ESO điều hành ba đài quan sát chính ở sa mạc Atacama của Chile, một trong những nơi khô cằn nhất trên Trái Đất:
- Đài quan sát La Silla
- Đài quan sát Paranal, nơi đặt Kính thiên văn rất lớn
- Đài quan sát Llano de Chajnantor, nơi đặt kính thiên văn dưới milimét APEX (Atacama Pathfinder Experiment submillimetre telescope) và đặt ALMA, dãy kính thiên văn lớn bước sóng milimét Atacama (Atacama Large Millimeter Array), hiện tại đang được xây dựng trong dự án hợp tác giữa các nước Đông Á (Nhật Bản và Đài Loan), châu Âu (ESO), Bắc Mỹ (USA và Canada), và Chile.

Một trong những dự án đầy tham vọng của ESO là Kính thiên văn cực lớn châu Âu (E-ELT), một kính thiên văn đường kính 39 m dựa trên thiết kế 5-gương, tiếp nối khái niệm về kính thiên văn khổng lồ (Overwhelmingly Large Telescope) (OWL). Khi hoàn thành, kính E-ELT sẽ là kính thiên văn quang học/gần hồng ngoại lớn nhất trên thế giới. ESO đã khởi động giai đoạn thiết kế kính năm 2006 với dự định bắt đầu xây dựng vào năm 2011. E-ELT có thể hoàn thành vào năm 2018.
Hàng năm, có khoảng 2000 đề xuất sử dụng các kính thiên văn của ESO vào quan sát các vị trí trên bầu trời Nam Bán cầu, số lượng đề xuất cao gấp 4 đến 6 lần số ban đêm trong năm. ESO cũng là một trong các tổ chức đài quan sát hoạt động hiệu quả trên thế giới, với các kết quả hàng năm nằm trong nhiều các ấn bản phản biện ngang hàng: chỉ trong năm 2009, hơnn 650 bài báo đã trích dẫn những dữ liệu nghiên cứu từ ESO được xuất bản.
Những cỗ máy khoa học của ESO tạo ra lượng lớn dữ liệu khoa học với tỉ lệ cao trong một ngày. Chúng được lưu ở Cơ sở dữ liệu khoa học ở trụ sở của ESO. Dữ liệu này hiện tại bao gồm hơn 1,5 triệu hình ảnh hay phổ của các thiên thể với dung lượng lên tới 65 terabyte (65.000.000.000.000 bytes).
ESO cũng có Cơ sở điều phối châu Âu dành cho kính thiên văn không gian Hubble, đây là một dự án hợp tác giữa ESA và NASA. Kính Hubble có thể quan sát trên các bước sóng khả kiến, hồng ngoại và cực tím. Trong 20 năm qua, Hubble đã làm nên cuộc cách mạng trong thiên văn học, không chỉ là một công cụ thiên văn hữu hiệu cho những khám phá mới, mà nó cũng đóng vai trò dẫn đường trong nghiên cứu thiên văn nói chung.

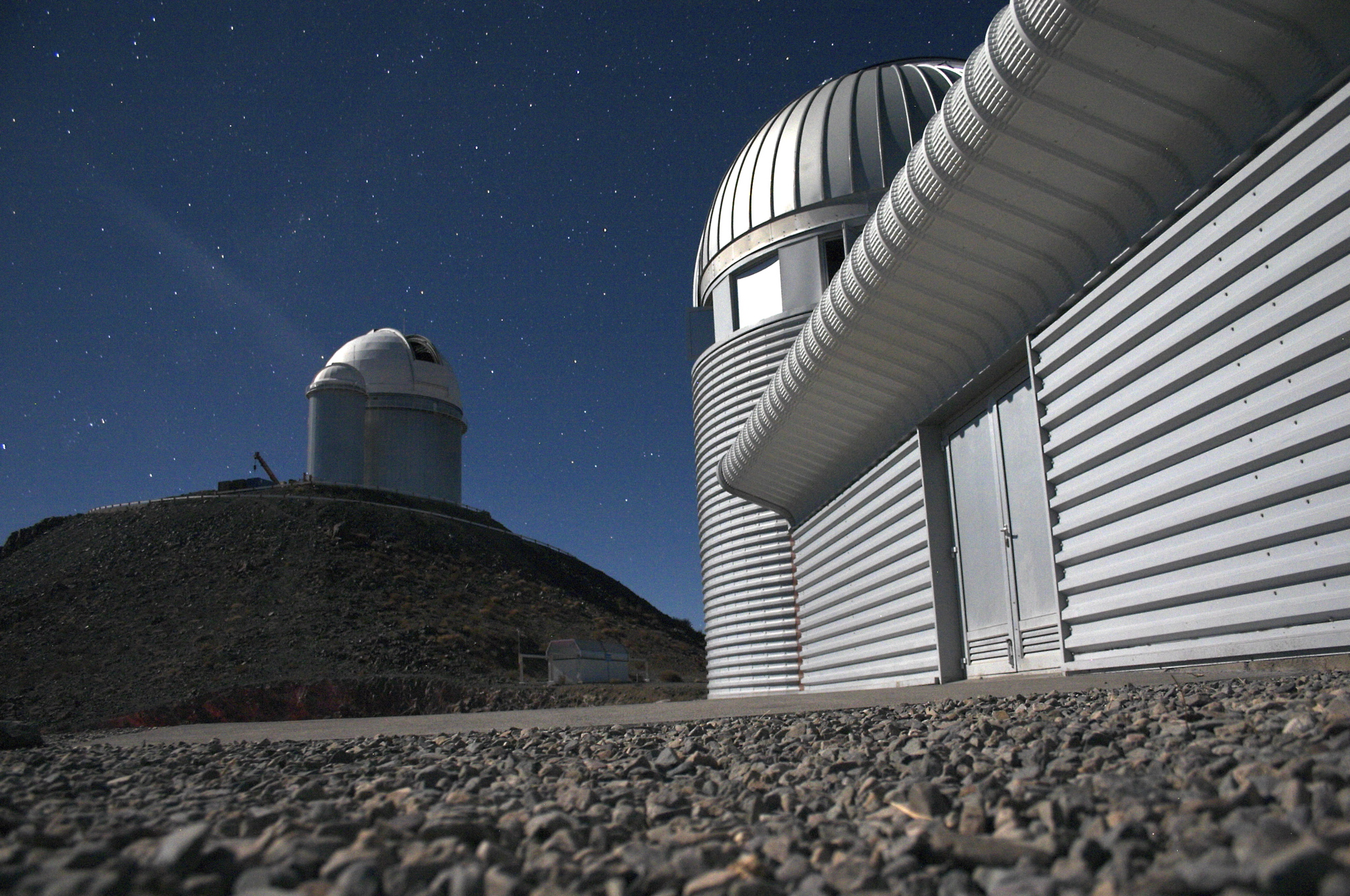
La Silla vào ban đêm

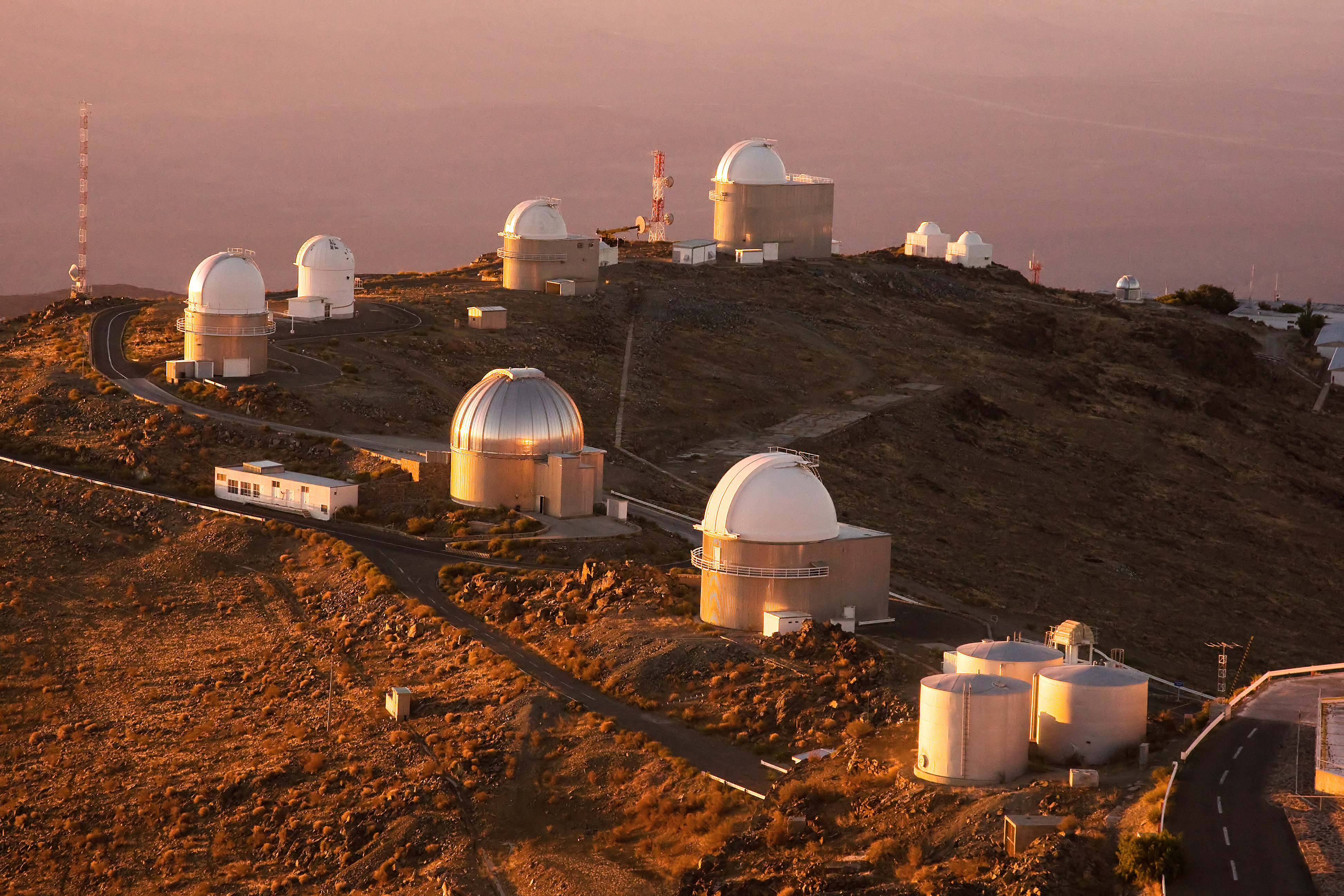
Kính thiên văn La Silla

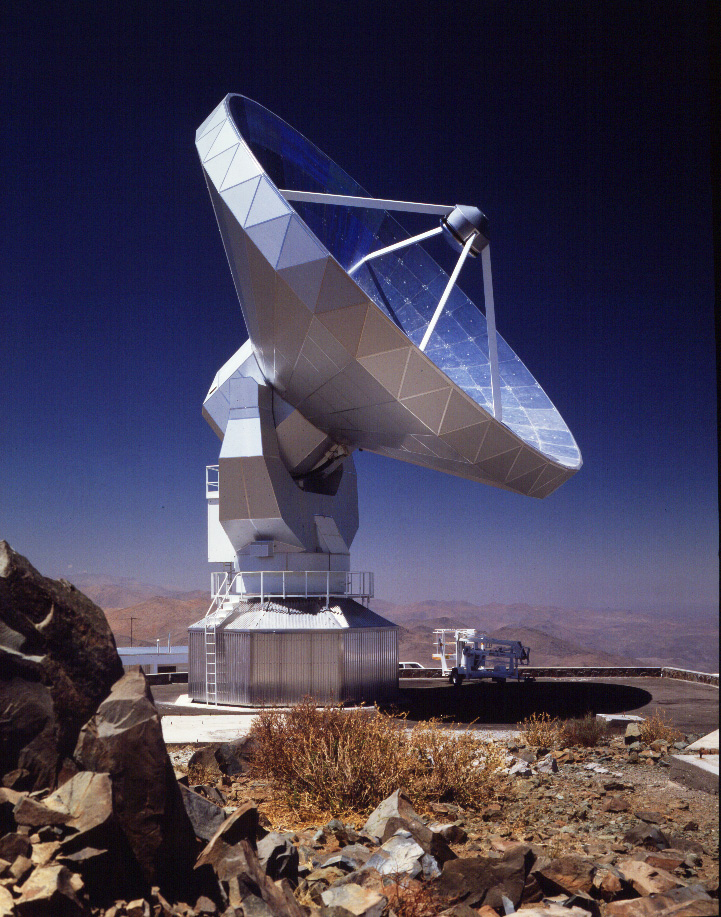
Kính thiên văn dưới milimét Thụy Điển-ESO ở đài quan sát La Silla ở Chile.

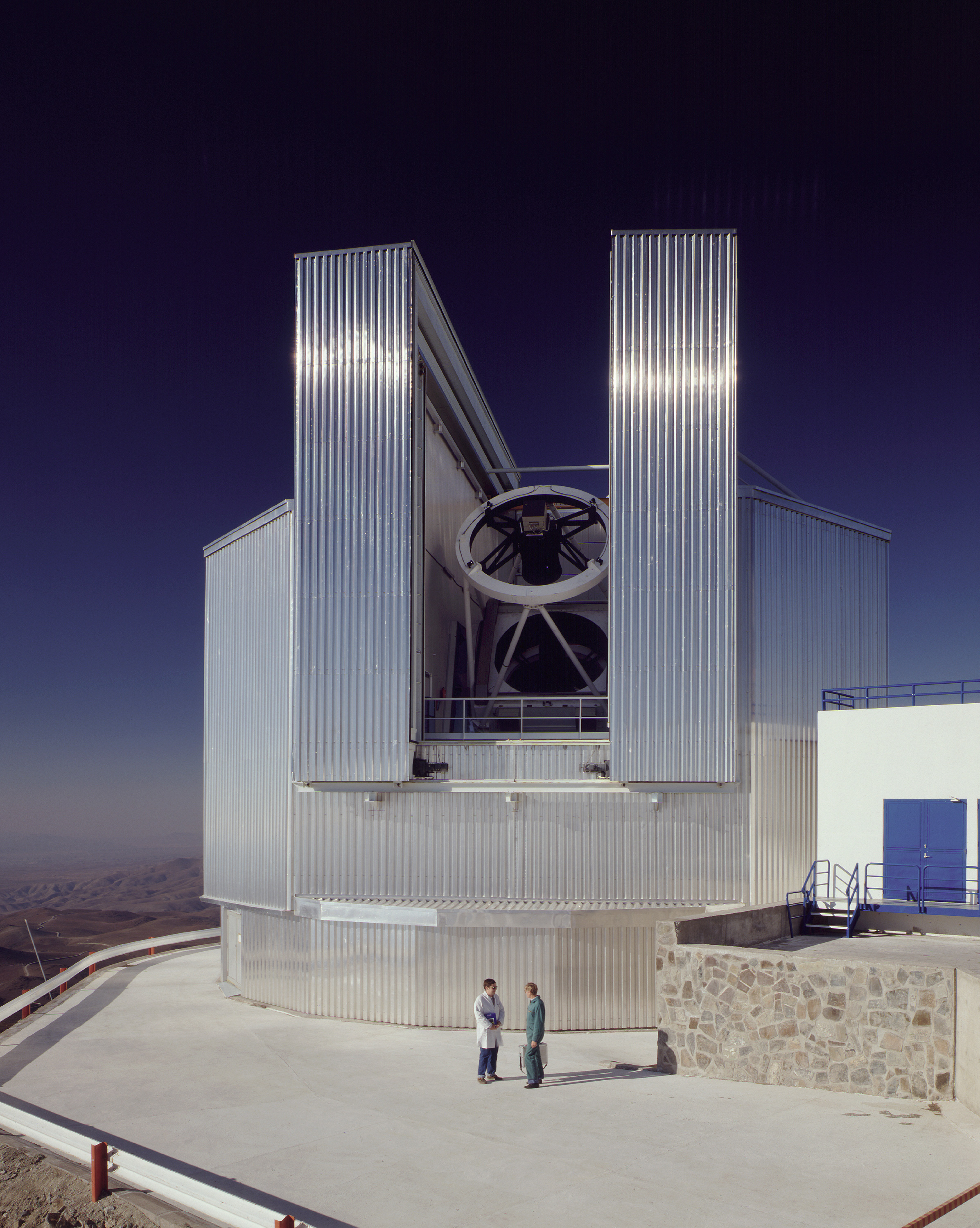
Kính NTT

## La Silla
Đài quan sát La Silla, nằm cách Santiago de Chile 600 km về phía bắc trên độ cao 2.400 mét so với mực nước biển, đã được đi vào hoạt động từ những năm 1960. Tại đây, ESO cho hoạt động các loại kính đường kính 4 m trên thế giới. Từng có khoảng 18 kính thiên văn đặt tại đây, và vẫn còn ba kính còn hoạt động phục vụ cho cộng đồng thiên văn:

### Kính thiên văn 2,2 m MPG/ESO
Kính thiên văn 2,2 mét đã hoạt động ở La Silla từ đầu năm 1984 dưới sự đóng góp ngân sách ban đầu của Max-Planck-Gesellschaft (MPG). Sau đó chương trình khai thác sử dụng kính được chia sẻ giữa MPG và ESO, trong khi chịu trách nhiệm duy trì và chi phí hoạt động thuộc về ESO. Các thiết bị gắn với kính bao gồm một phổ kế và camera trường rộng (wide-field CCD imager) có khả năng chụp một phần lớn bầu trời chỉ trong một khoảng thời gian phơi sáng. Năm 2007, một thiết bị thứ ba đã được thêm vào, GROND, cho phép chụp được đồng thời trong 7 màu. Kính thiên văn này được sử dụng để phát hiện các bùng phát tia gamma. Ảnh thu được từ kính cũng được sử dụng trong dự án Euronear. Vào tháng 11/2010, các nhà thiên văn thông báo đã phát hiện ra hành tinh ngoại hệ có nguồn gốc ngoài dải Ngân Hà, HIP 13044 b, nhờ quan sát qua kính 2,2 m MPG/ESO.

### Kính thiên văn 3,6 m ESO
Đây là kính thiên văn được thiết kế với mục đích thu được phổ hồng ngoại của các thiên thể. Nó có lắp đặt phổ kế HARPS, the High Accuracy Radial velocity Planet Searcher, một trong những thiết bị dùng để săn tìm các hành tinh ngoại hệ. HARPS dùng để đo vận tốc xuyên tâm của các hành tinh với độ chính xác rất cao, sai số chỉ trong vài cm/s. Nhờ HARPS mà các nhà thiên văn đã phát hiện ra các hành tinh ngoại hệ Gliese 581c và Gliese 581d.

### Kính thiên văn công nghệ mới (NTT)
Kính thiên văn công nghệ mới ESO (NTT) là một kính thiên văn đầu tiên sử dụng công nghệ quang học chủ động, đường kính 3,58m với thiết kế của kiểu kính Richey-Chretien. Mặc dù kính thiên văn NTT có đường kính gần với kính thiên văn 3.6 m ESO, nhưng nhờ công nghệ quang học chủ động khiến cho các thiết bị gắn với nó đo đạc được chính xác hơn. Ngày nay, công nghệ quang học chủ động đã được ứng dụng vào hầu hết các kính thiên văn lớn trên thế giới. Ở thời điểm xây dựng kính NTT, mái vòm của kính cũng ứng dụng hệ thống điều khiển nhiệt sáng tạo cho phép giảm thiểu nhiễu loạn ảnh hưởng tới các thiết bị trên kính thiên văn.

### Các kính thiên văn khác
Những kính thiên văn khác ở đài quan sát La Silla bao gồm ba kính thiên văn phản xạ ESO, trong đó có hai kính của Đan Mạch, một kính của Hà Lan, chúng có đường kính từ 0,5 m đến 1,5 m. Kính thiên văn Leonard Euler (1,2m) của Thụy Sĩ cũng đặt ở đây. Kính thiên văn vô tuyến dưới milimét SEST đường kính 15 m của Thụy Điển. Tuy vậy các kính Euler và kính thiên văn của Đan Mạch đã ngừng hoạt động.

## Paranal

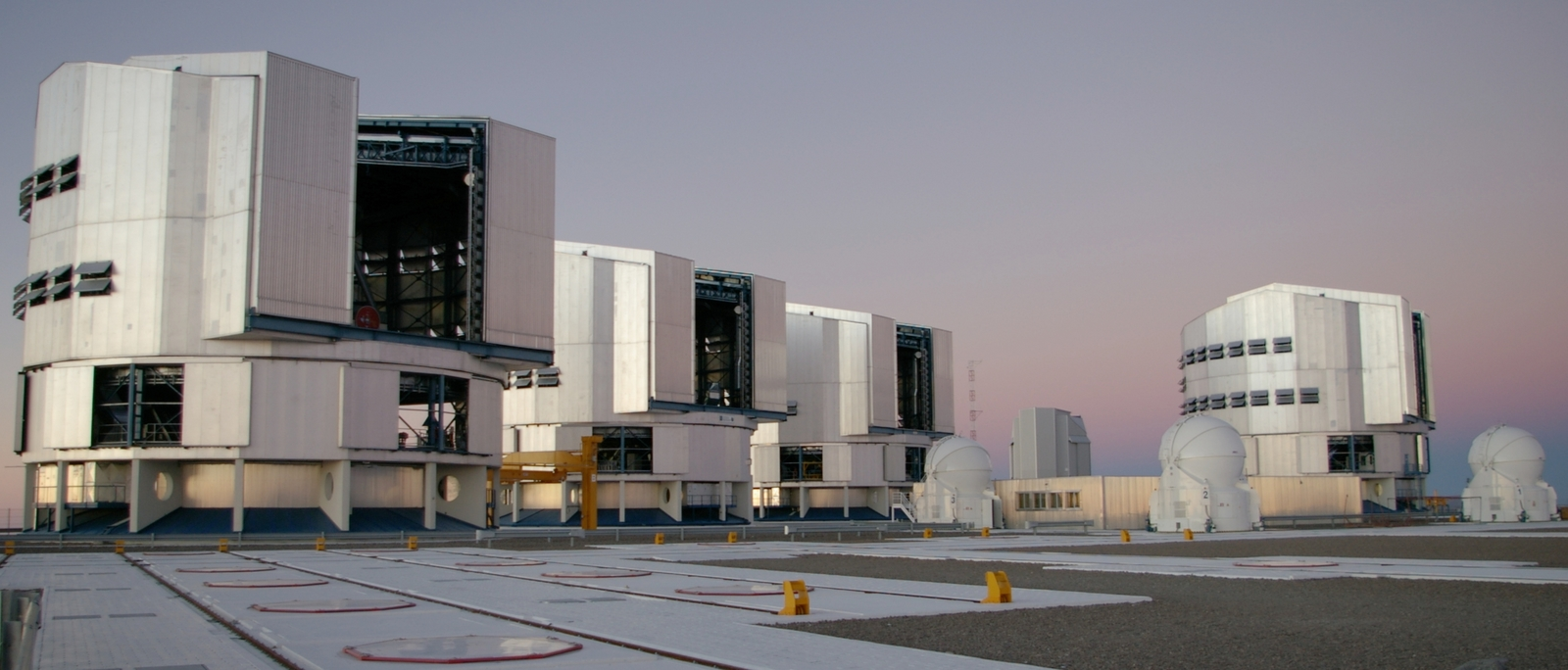
Các kính thiên văn VLT

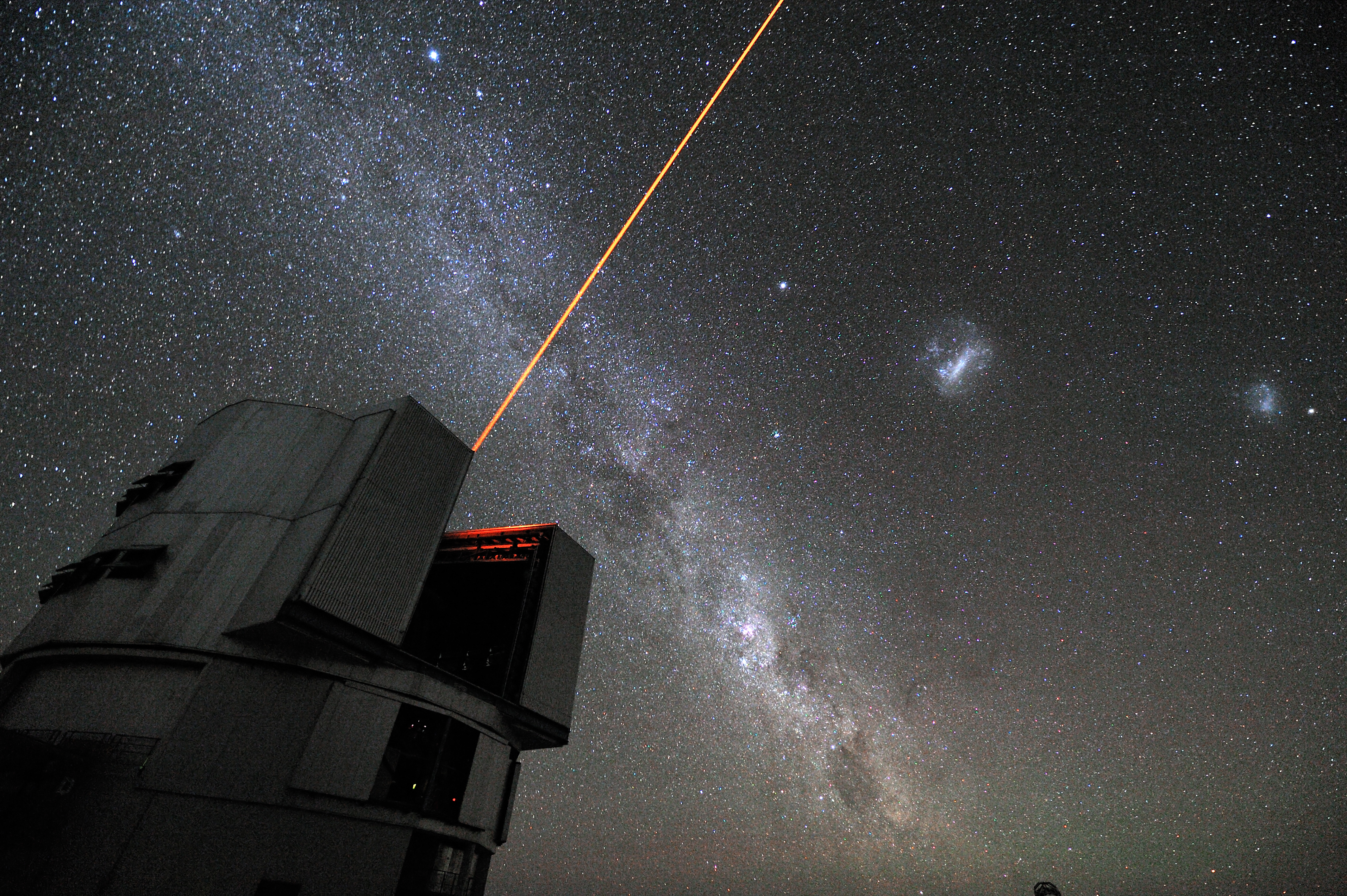
Laser định hướng của VLT

Ảnh Panorama 360 độ của bầu trời Nam Bán cầu.

Cơ sở chính tại Paranal là Kính thiên văn rất lớn (VLT), cơ sở chủ đạo của các đài quan sát châu Âu mặt đất trong buổi đầu của thiên niên kỷ thứ ba. Đây là một trong những kính thiên văn quang học tiên tiến nhất thế giới, bao gồm bốn kính gần như giống nhau có đường kính 8,2 m; mỗi kính được gắn hai hoặc ba thiết bị, giúp cho mỗi kính thiên văn linh hoạt được mục tiêu nghiên cứu. Các kính có tên gọi lần lượt là Antu, Kueyen, Melipal và Yepun; chúng có thể hoạt động cùng với nhau, thành một nhóm hai hoặc ba (với trợ giúp của các kính thiên văn phụ 1,8 m), tạo thành một giao thoa kế khổng lồ, gọi là Giao thoa kế kính thiên văn rất lớn ESO (VLTI), cho phép các nhà thiên văn học nhìn thấy được các chi tiết nhỏ gấp 25 lần so với khi quan sát bằng các kính đơn lẻ. Chùm tia sáng được kết hợp trong VLTI nhờ sử dụng một hệ gương phức tạp đặt trong đường hầm dưới mặt đất sao cho đường đi của các tia sáng phải bằng nhau với sai số nhỏ hơn 1/1000 mm trên 100 mét. Với độ chính xác này, VLTI có thể tái dựng lại hình ảnh với độ phân giải góc cỡ miligiây cung, tương đương với khả năng phân biệt được 2 ngọn đèn phía trước xe hơi khi chiếc xe đặt trên Mặt Trăng.
Bốn kính thiên văn phụ 1,8-m (ATs) đã được thêm vào VLTI với mục tiêu có thể biến bốn kính VLT thành một kính khổng lồ phục vụ cho các mục đích nghiên cứu. Những kính ATs được lắp đặt từ 2004 đến 2007. Thống kê từ 2007, có khoảng 500 bài báo khoa học đã trích dẫn dữ liệu từ VLT.
Tên gọi của bốn kính thiên văn có ý nghĩa gì?
Vào tháng 3 năm 1999, ở thời điểm khánh thành cơ sở Paranal, bốn tên gọi bằng ngôn ngữ Mapuche (Mapudungun) cho các thiên thể trên bầu trời đã được chọn. Đây là ngôn ngữ của bộ tộc sống ở vùng phía nam sông Bio-Bio, cách Santiago de Chile 500 km về phía nam.
Một cuộc thi lựa chọn tên gọi và viết về ý nghĩa của chúng đã được tổ chức cho học sinh của Vùng II Chile mà Antofagasta là thủ phủ. Ban giám khảo đã nhận được rất nhiều bài viết hay về các di sản giàu văn hóa của đất nước Chile. Ban giám khảo đã thống nhất trao giải cho Jorssy Albanez Castilla 17 tuổi đến từ Chuquicamata gần thành phố Calama. Cô nhận được giải thưởng là một chiếc kính thiên văn nghiệp dư được trao trong ngày khánh thành đài quan sát Paranal.
Tên gọi và ý nghĩa của bốn kính thiên văn VLT là:
- ANTU (UT1; Mặt Trời)
- KUEYEN (UT2; Mặt Trăng)
- MELIPAL (UT3; Thập tự phương nam)
- YEPUN (UT4; Sao Kim - hay sao mai hoặc sao hôm)

Ban đầu UT4 có tên gọi được dịch là "Sirius", nhưng sau đó "YEPUN" có nghĩa thực sự là "Sao Kim".
Kính thiên văn VLT đã đóng góp nhiều kết quả quan trọng cho thiên văn học. Nó là đài quan sát mặt đất thu cung cấp dữ liệu cho cấc ấn bản khoa học ở nhiều hơn một tạp chí khoa học phản biện ngang hàng trên một ngày. Với kính thiên văn VLT, ESO đã trở thành một trong những tổ chức thiên văn học hàng đầu thế giới. VLT đã mang lại một thời kỳ với những khám phá mới, với một vài khám phá nổi bật đầu tiên, bao gồm bức ảnh trực tiếp đầu tiên về một hành tinh ngoại hệ , theo dõi các ngôi sao di chuyển xung quanh một lỗ đen siêu khối lượng tại trung tâm của Ngân Hà , và quan sát sự phát sáng của vụ bùng phát tia gamma xa nhất từng biết đến.
Tại Paranal cũng đặt kính thiên văn khảo sát 2,5-m (VST) và kính thiên văn VISTA 4-m (Visible and Infrared Survey Telescope for Astronomy) với tầm nhìn trường rộng cho khảo sát đồng thời một vùng bầu trời lớn, dưới bước sóng khả kiến và hồng ngoại. VISTA hoạt động lần đầu vào năm 2009 và đi vào hoạt động hoàn toàn vào tháng 4 năm 2010.
Vào tháng 3 năm 2008, Paranal được chọn làm một số cảnh quay cho bộ phim thứ 22 James Bond, phim Quantum of Solace

## Llano de Chajnantor

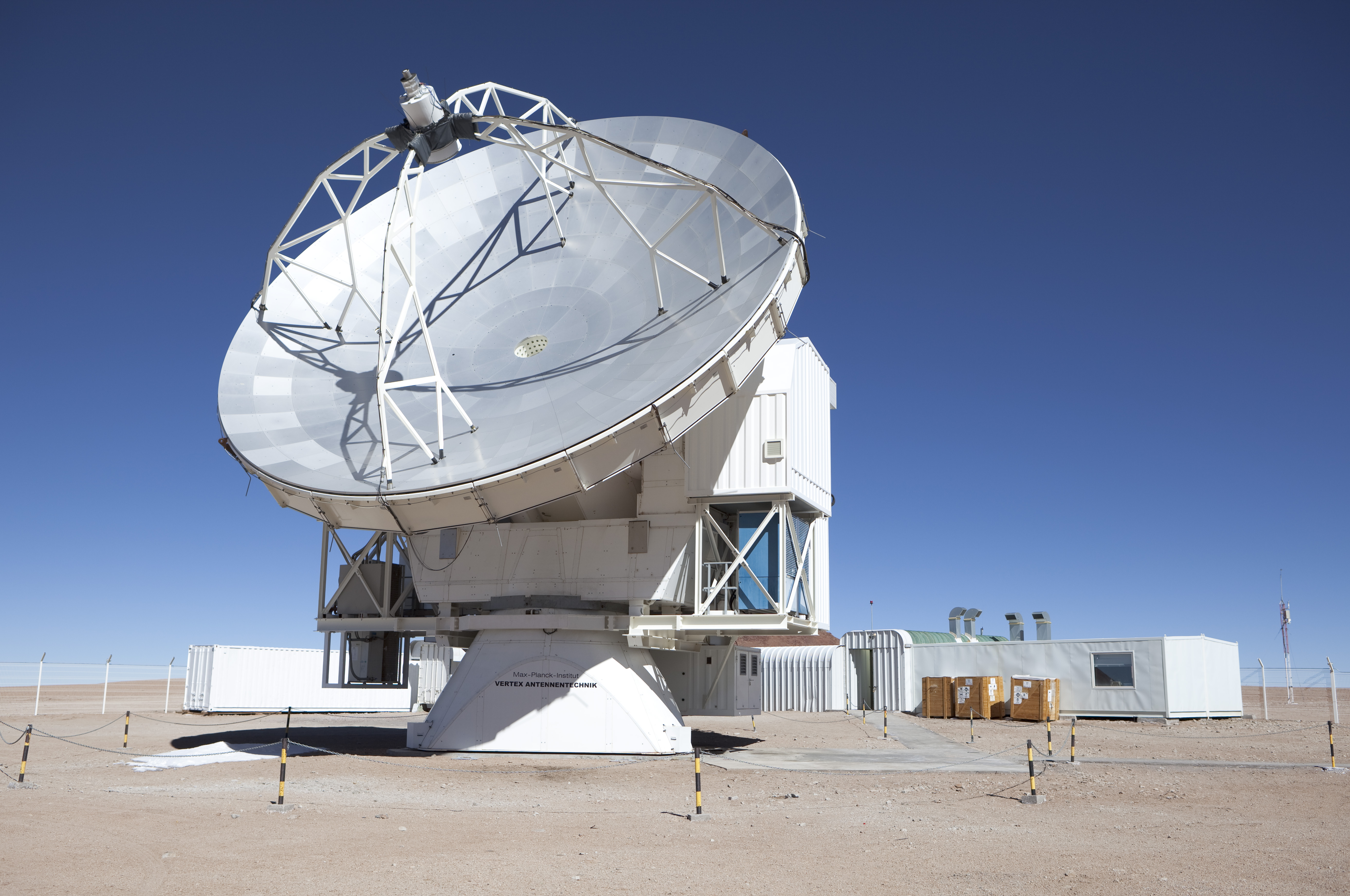
Kính thiên văn vô tuyến dưới milimét 12 m APEX

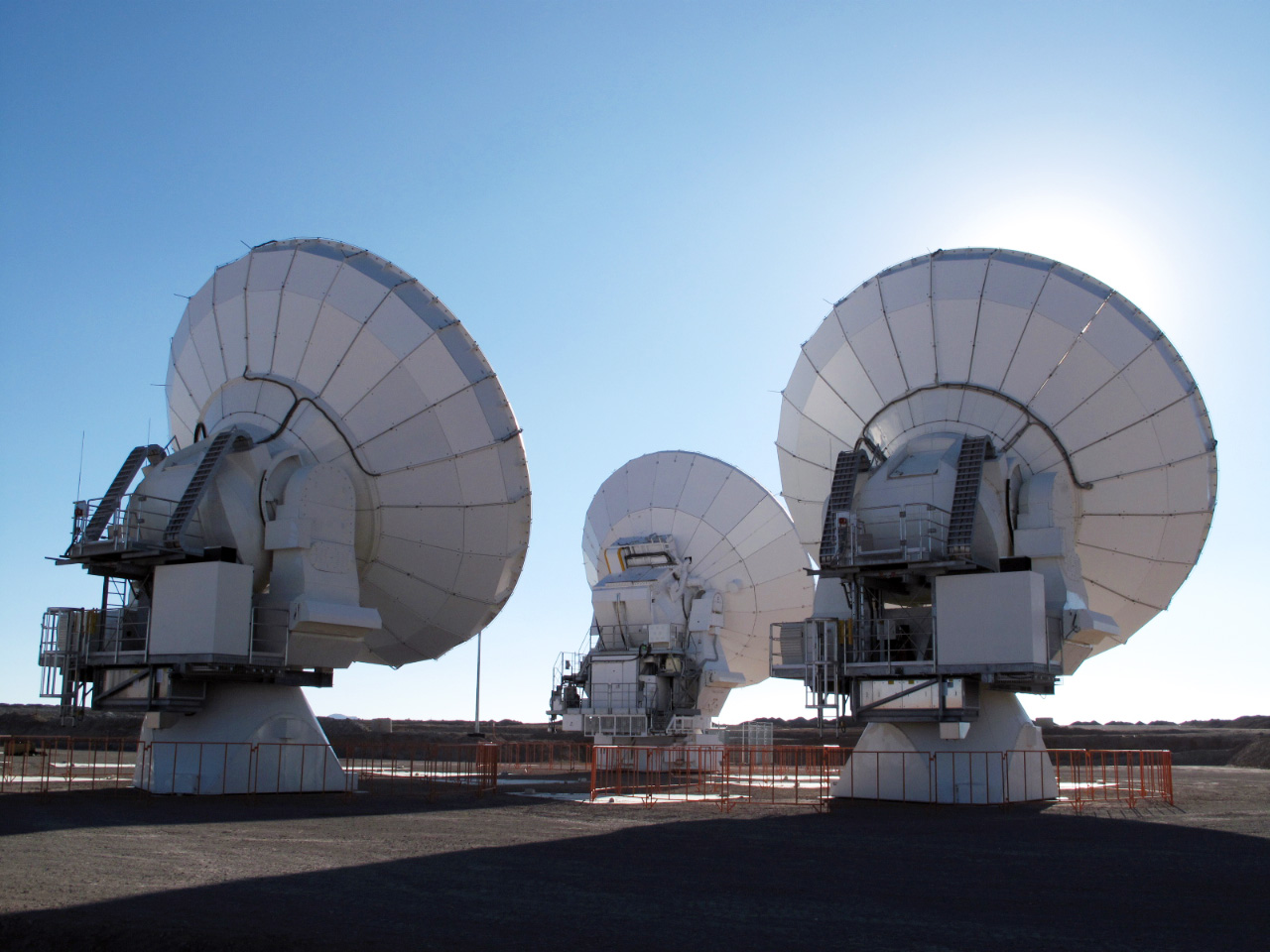
Ba ăngten ALMA ở Chajnantor

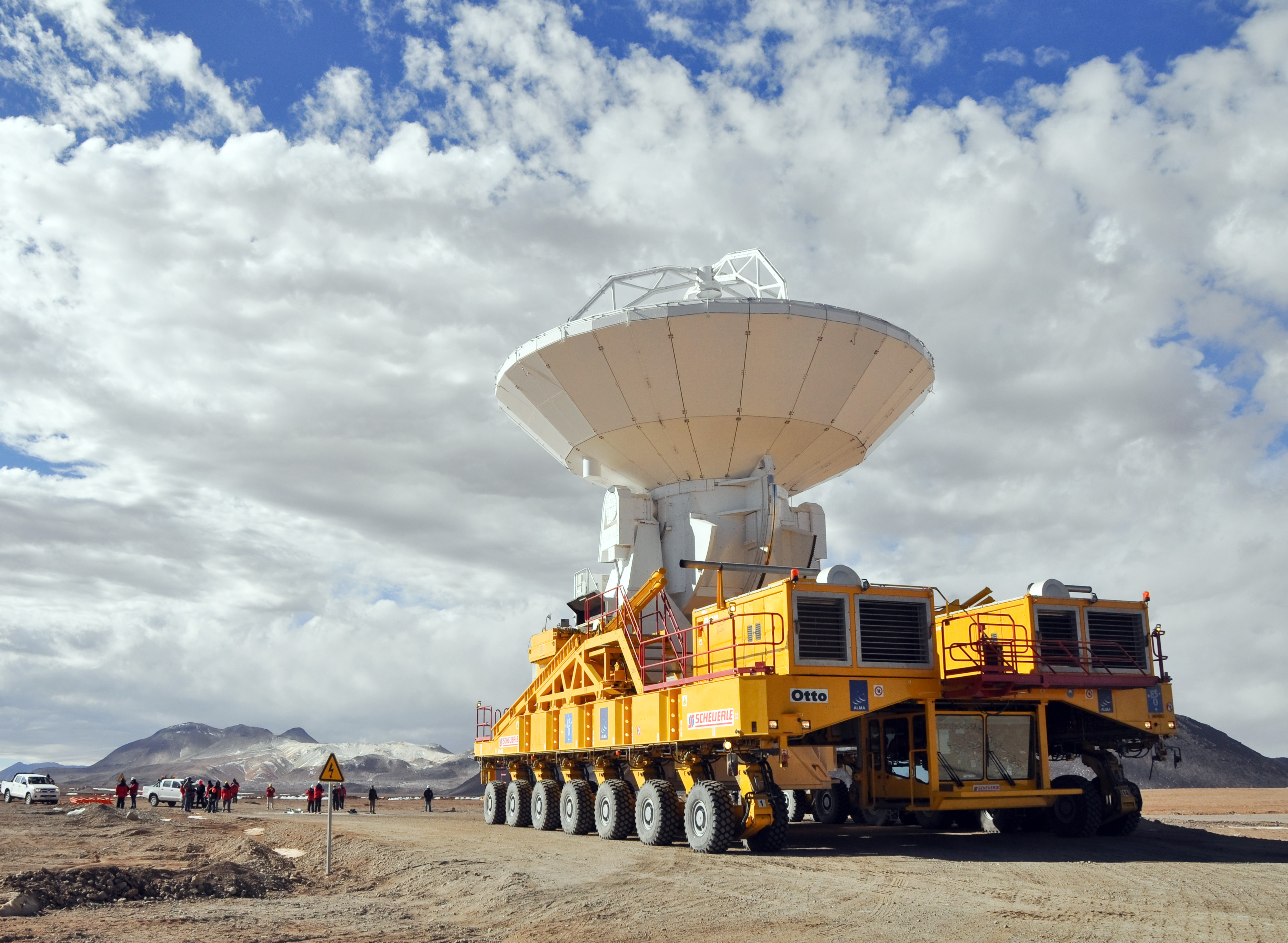
Một ăngten ALMA trên đường đến cao nguyên Chajnantor rong lần đầu

Đài quan sát Llano de Chajnantor là đài quan sát đặt cao nhất so với mực nước biển, đặt ở cao độ 5.100 m ở cao nguyên Llano de Chajnantor trong sa mạc Atacama, cách San Pedro de Atacama 50 km về phía đông.
Đây là một nơi có không khí rất khô - con người không thể ở đây được - nhưng lại là một nơi tuyệt vời cho thiên văn dưới milimét. Do các phân tử hơi nước trong khí quyển Trái Đất hấp thụ và làm suy hao bức xạ bước sóng dưới milimét cho nên một nơi khô ráo là cần thiết cho thiên văn vô tuyến.
Các kính thiên văn vô tuyến đặt ở đây là:
- Atacama Pathfinder Experiment (APEX)
- Atacama Large Millimeter Array (ALMA)
- Cosmic Background Imager (CBI)

ESO điều hành kính Atacama Pathfinder Experiment, APEX, trong sự hợp tác với Viện thiên văn vô tuyến Max Planck (ở Bonn, Đức) và đài quan sát không gian Onsala (ở Onsala, Thụy Điển). APEX là kính thiên văn vô tuyến dưới milimét có đường kính lớn nhất hoạt động ở Nam Bán cầu. Nó có thể dùng làm kính thử nghiệm cho ALMA, Atacama Large Millimeter Array, một mảng kính thiên văn vô tuyến giao thoa của ESO, cùng với các đối tác khác trên thế giới, hiện tại đang được xây dựng và thử nghiệm ở cao nguyên Chajnantor. APEX là một kính dựa trên nguyên mẫu của ăngten ALMA, đã được thay đổi để hoạt động như là một kính thiên văn vô tuyến dưới milimét riêng rẽ.
ALMA sẽ là sự thiết kế cách mạng về giao thoa kế thiên văn học, bao gồm 66 ăngten chính xác cao, hoạt động ở bước sóng 0,3 mm đến 9,6 mm. Mảng chính của nó gồm 50 ăngten đường kính 12 m, hoạt động cùng nhau tạo thành một giao thoa kế. Ngoài ra còn có một mảng bốn kính 12 mm và mười hai kính đường kính 7 m. Các ăngten sẽ trải rộng trên cao nguyên sa mạc với khoảng cách từ 150 m đến 16 km, mang lại khả năng thay đổi độ phóng đại của ALMA. Nó sẽ cho phép khám phá Vũ trụ ở bước sóng milimét và dưới milimét với độ nhạy và phân giải chưa từng có, cao gấp 10 lần kính không gian Hubble, và bổ sung cho hình ảnh thu được từ giao thoa kế VLT. Video về xe vận chuyển kính ALMA cho thấy cách di chuyển của kính.

## Lịch sử
Vào ngày 21 tháng 6 năm 1953, ý tưởng về một Đài quan sát châu Âu chung đã được thảo luận lần đầu tiên tại hội nghị Groningen ở Hà Lan. Ngày 26 tháng 1 năm 1954 một hiệp ước về ESO đã được lãnh đạo các nhà thiên văn ở sáu nước Chấu Âu biểu thị mong muốn có một đài quan sát của châu Âu được thiết lập ở Nam Bán cầu. Ngày 5 tháng 10 năm 1962, Bỉ, Đức, Hà Lan, Pháp và Thụy Điển ký vào công ước Chấu ÂU và bắt đầu từ ngày 1 tháng 12 năm 1962 Otto Heckmann trở thành tổng giám đốc của ESO, người đầu tiên trong số 7 tổng giám đốc ESO cho tới ngày nay. Về toàn bộ lịch sử của ESO, xem tại trang ESO Timeline.

## Các nước thành viên

Các nước thành viên

| Nước thành viên | Năm gia nhập        |
| --------------- | ------------------- |
| Bỉ              | 1962                |
| Đức             | 1962                |
| Pháp            | 1962                |
| Hà Lan          | 1962                |
| Thụy Điển       | 1962                |
| Đan Mạch        | 1967                |
| Thụy Sĩ         | 1981                |
| Ý               | 24 tháng 5 năm 1982 |
| Bồ Đào Nha      | 27 tháng 6 năm 2000 |
| Anh Quốc        | 8 tháng 7 năm 2002  |
| Phần Lan        | 1 tháng 7 năm 2004  |
| Tây Ban Nha     | 1 tháng 7 năm 2006  |
| Cộng hòa Séc    | 1 tháng 1 năm 2007  |
| Áo              | 1 tháng 7 năm 2008  |

| Otto Heckmann                          | 1962–1969 |
| Adriaan Blaauw                         | 1970–1974 |
| Lodewijk Woltjer                       | 1975–1987 |
| Harry van der Laan                     | 1988–1992 |
| Riccardo Giacconi (Nobel gia năm 2002) | 1993–1999 |
| Catherine Cesarsky                     | 1999–2007 |
| Tim de Zeeuw                           | 2007–2017 |
| Xavier Barcons                         | 2017–nay  |

## Nghiên cứu khoa học

### Tìm kiếm hành tinh ngoài hệ Mặt Trời

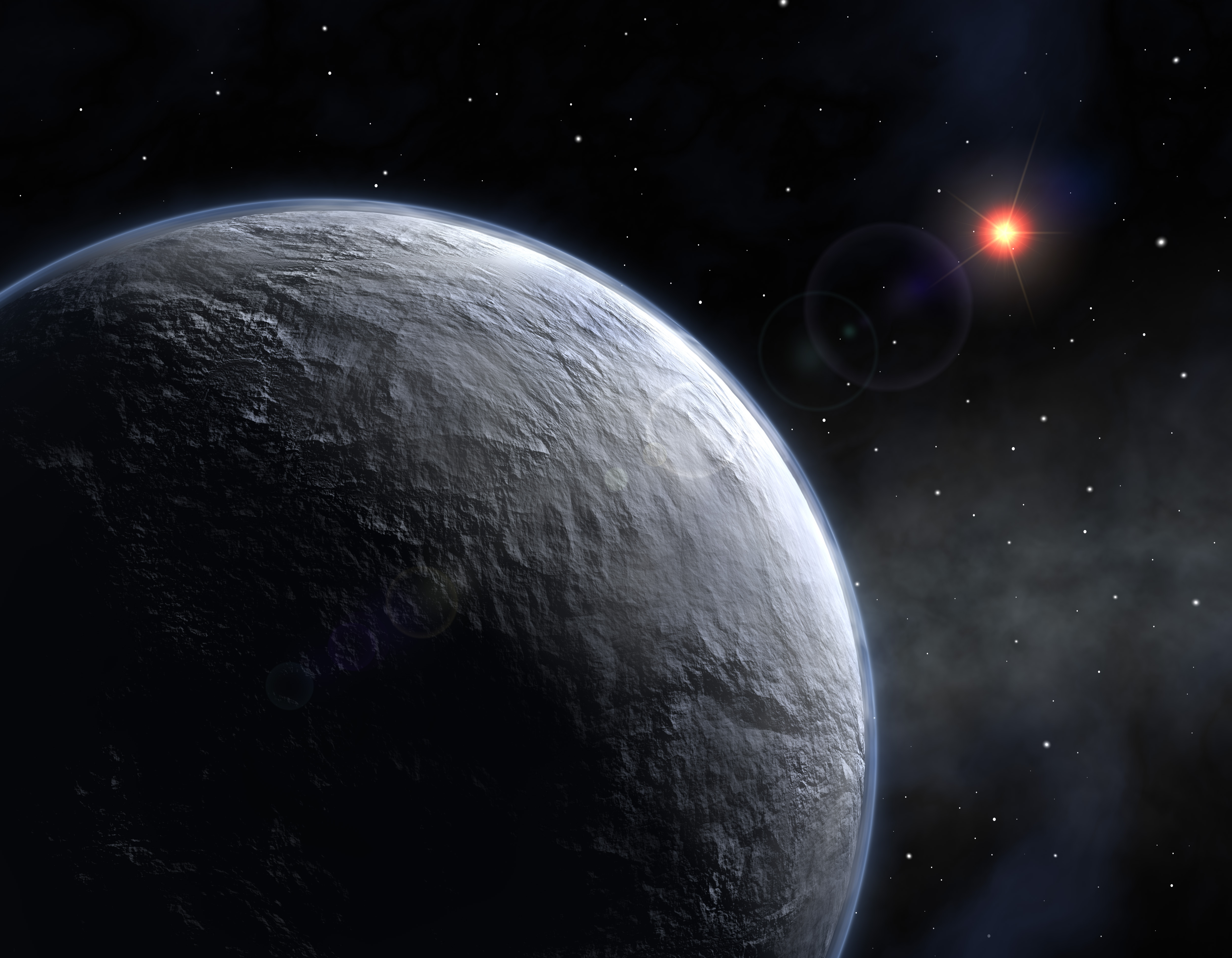
Một hành tinh ngoại hệ băng đá.

Công cuộc tìm kiếm hành tinh ngoài hệ Mặt Trời là một thành phần quan trọng trong khả năng trả lời về câu hỏi: có sự sống ở đâu đó trong Vũ trụ không? Các đài quan sát ESO được trang bị những thiết bị dùng để tìm kiếm, nghiên cứu và giám sát các thiên thể gọi là 'hành tinh ngoại hệ'. Sử dụng Kính thiên văn rất lớn (VLT), các nhà thiên văn lần đầu tiên thu được ánh sáng mờ từ một hành tinh bên ngoài hệ Mặt Trời và chụp được bức ảnh về nó. Đây là một hành tinh khí khổng lồ, có khối lượng bằng khoảng 5 lần khối lượng Sao Mộc. Quan sát này đã đánh dấu một bước đi quan trọng hướng đến một trong những mục đích quan trọng của thiên văn vật lý hiện đại: phân loại cấu trúc vật lý và thành phần hóa học của các hành tinh khí khổng lồ và thậm chí, các hành tinh đá.
Với thiết bị HARPS, the High Accuracy Radial velocity Planet Searcher, các nhà thiên văn đã khám phá ra không ít hơn bốn hành tinh quay xung quanh một ngôi sao ở gần chúng ta có khối lượng nhỏ hơn cả Sao Thiên Vương (ngôi sao Gliese 581), gồm một hành tinh có khối lượng hai lần khối lượng Trái Đất và một hành tinh có khối lượng gấp bảy lần khối lượng Trái Đất mà nằm ở vùng ở được của ngôi sao. Hành tinh này quay quanh ngôi sao với chu kỳ 66 ngày Trái Đất. Nhiều người nghĩ rằng có thể hành tinh này được bao phủ bởi một đại dương - một thế giới có nước. Kết quả này đánh dấu một kết quả đột phá trong việc tìm kiếm hành tinh có khả năng duy trì sự sống.
Những kính thiên văn khác ở đài quan sát La Silla, sử dụng một kỹ thuật sáng tạo là vi thấu kính hấp dẫn, tham gia vào tìm kiếm hành tinh ngoại hệ trong một mạng lưới toàn cầu các kính thiên văn. Sự hợp tác này đã đem đến kết quả phát hiện ra một hành tinh ngoại hệ có đặc tính khá gần với Trái Đất. Hành tinh này có khối lượng bằng 5 lần khối lượng Trái Đất, quay quanh ngôi sao với chu kỳ 10 năm Trái Đất và có bề mặt gần như là đá hoặc băng.

### Xác định tuổi của Vũ trụ

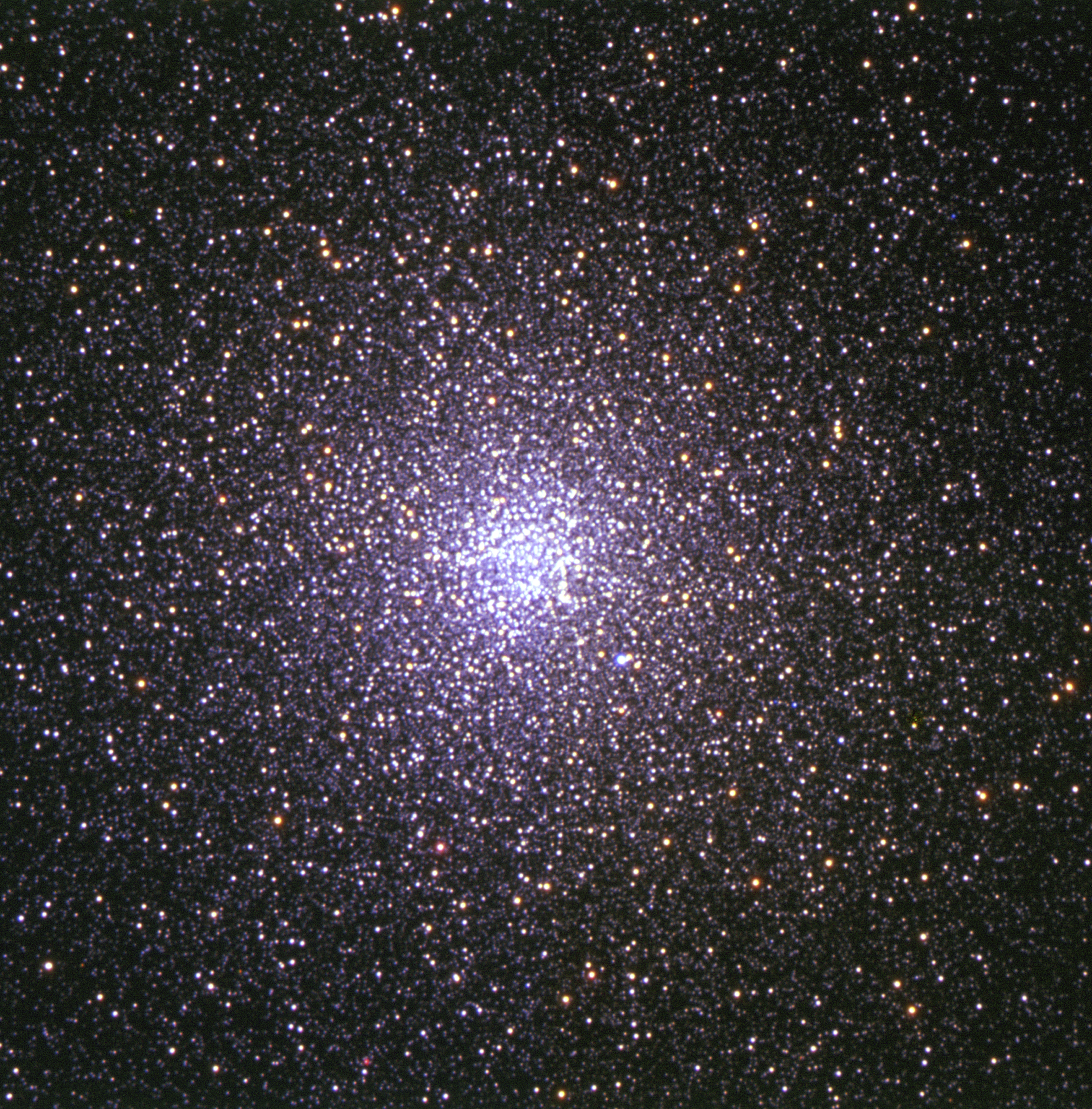
Cụm sao cầu 47 Tu.

Sử dụng kính VLT, người ta đã thực hiện những đo đạc độc nhất đặt nền tảng cho phép xác định một cách độc lập độ tuổi của Vũ trụ. Lần đầu tiên họ đo lượng đồng vị Uranium-238 phóng xạ trong một ngôi sao được sinh ra trong khi Ngân Hà vẫn còn trong giai đoạn đang hình thành.
Giống như phương pháp xác định niên đại bằng đồng vị cacbon, nhưng đối với khoảng thời gian lớn hơn, 'đồng hồ' Uranium này cho phép đo được tuổi của ngôi sao. Kết quả thu được là ngôi sao có độ tuổi 12,5 tỷ năm. Vì ngôi sao không thể già hơn Vũ trụ được, do đó tuổi của Vũ trụ phải lớn hơn giá trị này. Điều này phù hợp với các đo đạc khác (dựa vào bức xạ nền vũ trụ) và những mô hình vũ trụ học, cho độ tuổi Vũ trụ có giá trị bằng 13,7 tỷ năm. Các sao, và thiên hà của chúng ta phải được hình thành từ rất sớm sau Big Bang.
Một kết quả khác đẩy công nghệ trong thiên văn học đến giới hạn hiện nay của nó, và vén lên ánh sáng về thời điểm sớm nhất của dải Ngân Hà. Các nhà thiên văn của ESO cũng lần đầu tiên đo thành phần của beryli trong hai ngôi sao thuộc về một cụm sao cầu. Với đo đạc này, họ nghiên cứu pha ban đầu giữa hình thành của những ngôi sao đầu tiên trong Ngân Hà với những cụm sao này. Các nhà thiên văn tìm thấy rằng thế hệ đầu tiên các sao trong dải Ngân Hà phải hình thành ngay sau khi kết thúc "Thời kỳ tối" kéo dài 200 triệu năm sau Big Bang.

### Lỗ đen tại trung tâm của Ngân Hà

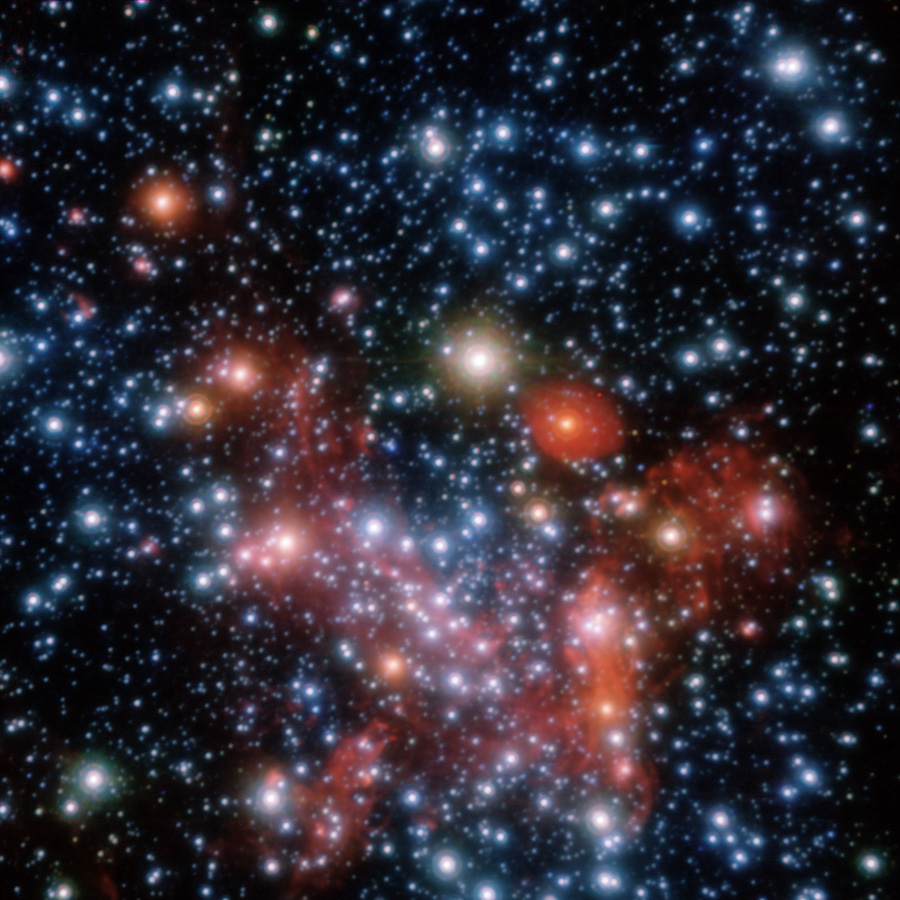
Vùng trung tâm của Ngân Hà.

Cái gì nằm ở trung tâm của Ngân Hà? Trong một thời gian dài, nhiều người cho rằng có một lỗ đen nằm tại tâm của thiên hà chúng ta nhưng không chắc chắn được điều này. Sau 15 năm theo dõi sự di chuyển của các ngôi sao bằng các kính thiên văn ở đài quan sát La Silla Paranal, các nhà khoa học cuối cùng đã thu được chứng cứ cụ thể.
Các sao nằm ở trung tâm Ngân Hà có độ tập trung rất lớn do vậy cần phải có kỹ thuật chụp ảnh đặc biệt như quang học thích nghi để nâng cao độ phân giải của các kính VLT. Các nhà thiên văn đã có thể theo dõi từng ngôi sao với độ chính xác cao khi chúng di chuyển xung quanh trung tâm Ngân Hà Quỹ đạo của chúng cho thấy chúng phải quay quanh một thiên thể có trường hấp dẫn lớn, một lỗ đen siêu khối lượng, với khối lượng khoảng ba triệu lần khối lượng Mặt Trời. Những quan sát từ VLT cũng hé lộ ra những chớp sáng hồng ngoại phát ra từ vùng này với khoảng thời gian đều đặn. Mặc dù nguyên nhân chính xác của hiện tượng này vẫn còn chưa được biết, những nhà quan sát đã đề xuất ra giả thuyết là lỗ đen tại tâm Ngân Hà có thể tự quay với tốc độ lớn. Và cho dù là gì đi nữa, cuộc đời của một lỗ đen không hề yên tĩnh và thanh bình.
Kính thiên văn VLT cũng dùng để thăm dò vào trung tâm của các thiên hà khác, và một lần nữa các nhà thiên văn lại tìm thấy sự có mặt của các lỗ đen siêu khối lượng. Trong thiên hà hoạt động NGC 1097, họ nhìn thấy chi tiết chưa từng có về một mạng lưới tổ hợp các sợi xoắn ốc về phía trung tâm của thiên hà này và khả năng cung cấp cho những hình ảnh đầu tiên về quá trình vật chất từ những vùng chính của thiên hà rơi về trung tâm của nó.

### Sự bùng phát tia gamma - Một trong những hiện tượng với năng lượng lớn nhất trong Vũ trụ
Sự bùng phát tia gamma (Gamma-Ray Bursts - GRBs) là những sự phát tia gamma năng lượng cao trong thời gian từ vài giây đến một vài phút - hay là một cái chớp mắt trong thang thời gian Vũ trụ. Chúng thường xảy ra ở những khoảng cách lớn từ Trái Đất, ở biên giới của vũ trụ quan sát được.
Kính thiên văn VLT cùng một số đài quan sát trên thế giới đã quan sát thấy ánh sáng muộn của bùng phát tia gamma GRB 090423 có khoảng cách xa nhất từ trước đến nay. Với dịch chuyển đỏ đo được là 8,2 - ánh sáng từ nguồn này mất khoảng 13 tỷ năm để đến được Trái Đất. Do đó nó có thể xảy ra khi Vũ trụ mới chỉ khoảng 600 triệu năm tuổi, hay không nhiều hơn 5% tuổi của Vũ trụ hiện tại. Năng lượng nó giải phóng trong một vài giây gấp khoảng 300 lần năng lượng mà Mặt Trời sẽ phát ra trong toàn bộ thời gian sống của nó, khoảng 10 tỷ năm. GRB do đó là những vụ nổ mạnh nhất trong Vũ trụ từ Big Bang.
Các nhà nghiên cứu đã cố gắng khám phá bản chất của những vụ nổ này trong một thời gian dài. Các quan sát chỉ ra GRB có hai kiểu - thời gian ngắn (ngắn hơn một vài giây), và thời gian dài - từ đó người ta nghi ngờ có hai kiểu sự kiện liên quan đến chúng. Năm 2003, nhờ các kính của ESO các nhà thiên văn đã liên kết những vụ bùng phát tia gamma thời gian dài với những vụ nổ của những sao khối lượng lớn, gọi là 'hypernovae'. Theo dõi vụ nổ này trong vòng một tháng, họ chỉ ra rằng ánh sáng có tính chất tương tự như ánh sáng thoát ra từ một supernova, được phát ra từ một ngôi sao khối lượng lớn nổ tung ở cuối đời của nó. Năm 2005, lần đầu tiên các kính thiên văn của ESO đã thu được ánh sáng khả kiến sau một vụ bùng phát thời gian ngắn. Bằng cách theo dõi ánh sáng này trong ba tuần, các nhà thiên văn chỉ ra rằng những bùng phát thời gian ngắn - không như các bùng phát thời gian dài - có nguồn gốc khác với hypernova. Thay vào đó, người ta cho rằng nó là kết quả của sự sáp nhập các sao neutron hoặc các lỗ đen. Việc quan sát ánh sáng muộn của chớp tia gamma cũng được phối hợp giữa VLT và Atacama Pathfinder Experiment (APEX) để tăng cường khả năng phát hiện và ghi lại dữ liệu ở bước sóng dưới milimét.

### Dữ liệu khoa học và Vũ trụ kĩ thuật số

#### Dữ liệu khoa học

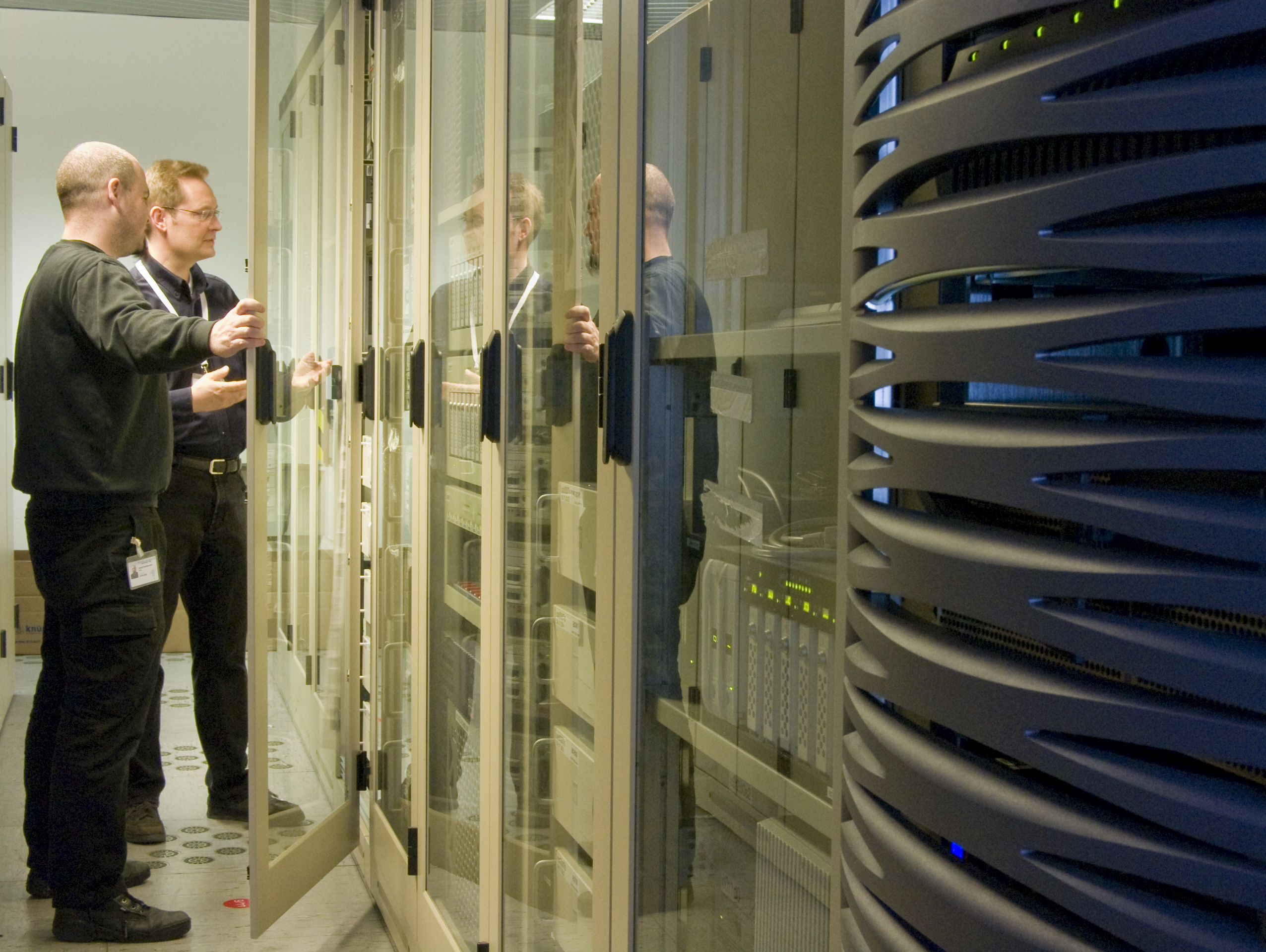
Lưu trữ dữ liệu khoa học.

Nhóm hoạt động lưu trữ khoa học (Science Archive Operation Group) nhận và tái phân phối dữ liệu dữ liệu của ESO và HST và cung cấp hỗ trợ cho người sử dụng các dữ liệu. Khoảng 12 terabytes (TB) dữ liệu công cộng được phân phối trong 1 năm thông qua kho lưu trữ của ESO, tới khoảng 10.000 website yêu cầu dữ liệu. Ngoài ra, hơn 2.000 đĩa CD và DVD dữ liệu độc quyền được gửi đi hàng năm tới những người đứng đầu một dự án nghiên cứu quan sát trong giai đoạn phân tích dữ liệu. Hiện tại tổng dữ liệu lưu trữ khoảng 65 TB, với tốc độ dữ liệu được lưu hàng năm là 15 TB. Con số này sẽ tăng gấp 10 lần khi Kính thiên văn khảo sát hồng ngoại và khả kiến (VISTA) tạo ra khoảng 150 TB mỗi năm.

#### Vũ trụ kĩ thuật số
Những đột phá trong công nghệ kính thiên văn, máy dò và máy tính cho phép những dự án khảo sát thiên văn tạo ra một lượng lớn các hình ảnh, phổ và catalô. Những mảng dữ liệu này bao trùm toàn bộ bầu trời ở tất cả các bước sóng từ tia gamma, tia X tới bước sóng khả kiến và hồng ngoại, và sóng vô tuyến. Các nhà thiên văn học đang phát triển cách làm việc khoa học mới, bằng cách biến một dữ liệu khoa học khổng lồ trở thành một 'vũ trụ kĩ thuật số' dễ dàng truy nhập được. Những kĩ thuật này sử dụng một mạng lưới tính toán phân tán với khả năng truy nhập dữ liệu đơn giản, trong suốt qua những 'đài quan sát ảo'.
Như một đài quan sát thật với những kính thiên văn, mỗi kính trang bị những thiết bị thiên văn, một đài quan sát ảo chứa các dữ liệu trung tâm, được phát triển trên toàn thế giới dưới sự điều hành của Liên minh quốc tế đài quan sát ảo (IVOA) và sự án EURO-VO của châu Âu.
Những đài quan sát ảo đã chứng minh sự hiệu quả nó, như nhờ nó mà người ta đã phát hiện ra 31 quasar bị che khuất, mờ từ dữ liệu của dự án Great Observatories Origins Deep Survey (GOODS), làm số lượng quasar được tìm thấy tăng gấp bốn lần. Sự phát hiện cũng có nghĩa là việc khảo sát các lỗ đen siêu khối lượng cho kết quả số lượng chúng thấp so với thực tế ít nhất hai lần, và có thể số lượng các lỗ đen siêu khối lượng phải gấp bốn hoặc năm lần so với kết quả khảo sát của GOODS.

## 10 khám phá thiên văn học hàng đầu ở ESO

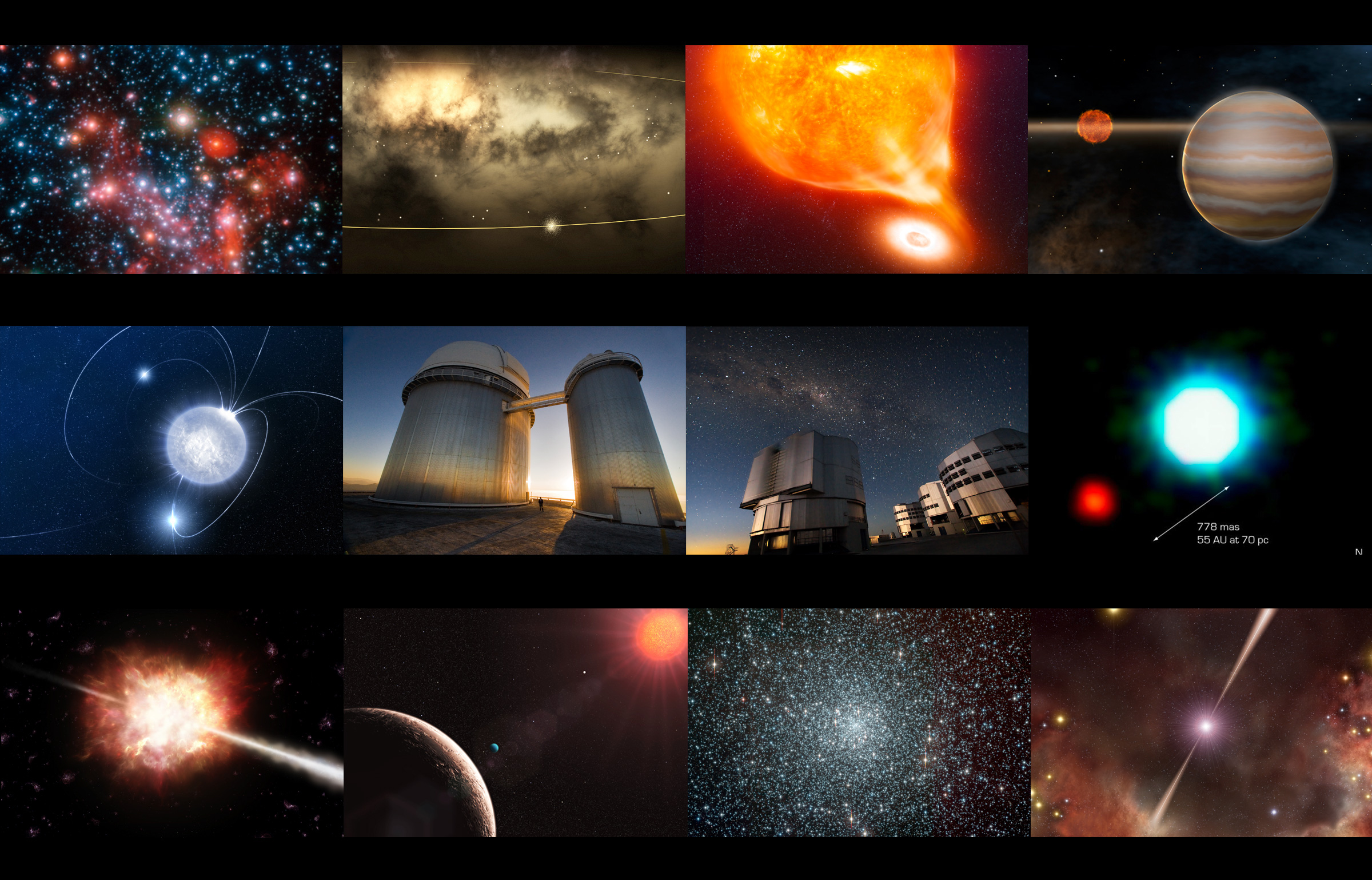
Top 10 khám phá thiên văn từ ESO.

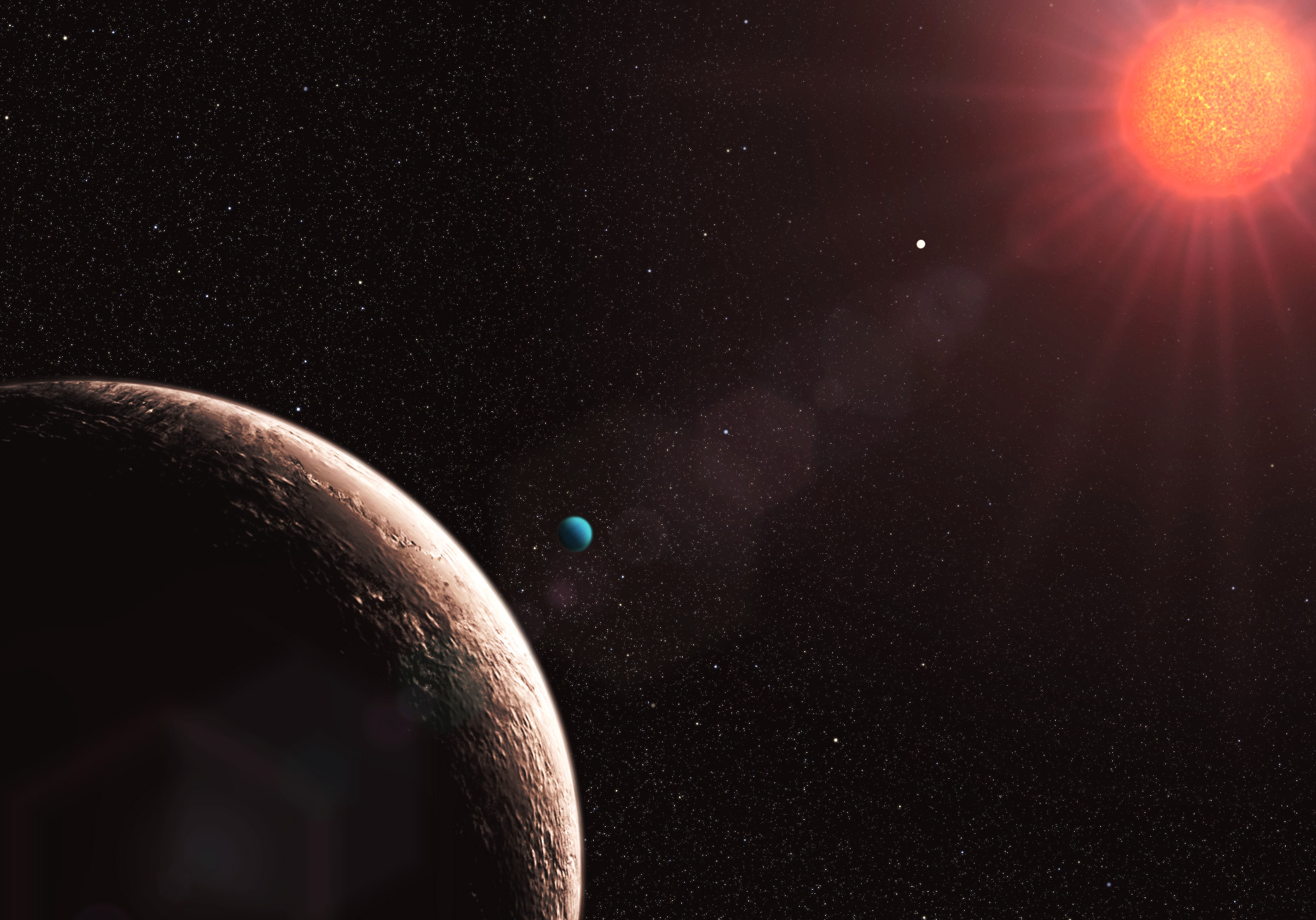
Hình vẽ mô tả hệ hành tinh Gliese 581.

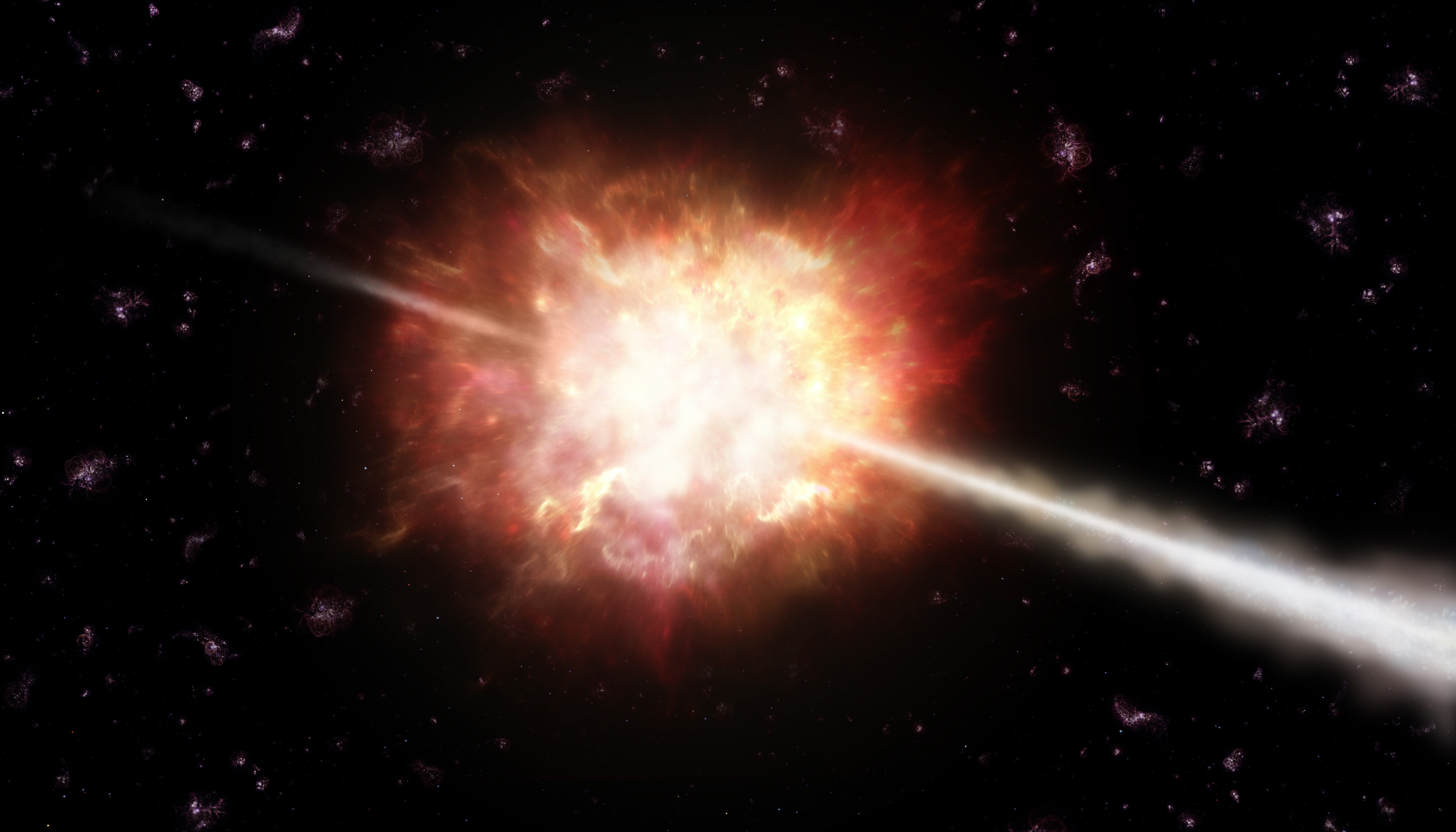
Minh họa sự bùng phát tia gamma ở nơi xa nhất trong Vũ trụ

#### 1. Vũ trụ đang gia tốc
Hai nhóm nghiên cứu độc lập đã chỉ ra rằng sự giãn nở của Vũ trụ đang gia tốc - dựa trên những quan sát những vụ nổ của các ngôi sao (supernova) từ kính thiên văn ở La Silla. 

#### 2. Hình ảnh đầu tiên về hành tinh ngoại hệ
Kính VLT đã chụp được hình ảnh đầu tiên về một hành tinh ngoài Hệ Mặt Trời, với khối lượng bằng 5 lần khối lượng Sao Mộc, nó quay quanh một sao mờ, sao lùn nâu, ở khoảng cách so với sao chính 55 AU. 

#### 3. Các sao quanh quay một lỗ đen ở trung tâm Ngân Hà
Một số kính thiên văn mạnh nhất của ESO được sử dụng trong nghiên cứu dài 16 năm để thu được dữ liệu chi tiết về chuyển động của các ngôi sao quay quanh lỗ đen ở tâm Ngân Hà — a supermassive black hole. 

#### 4. Liên kết giữa sự bùng phát tia gamma và siêu tân tinh
Kính thiên văn của ESO đã cung cấp chứng cứ chứng minh là những bùng phát tia gamma thời gian dài có liên quan đến vụ nổ của những ngôi sao khối lượng rất lớn, giúp giải quyết được bí ẩn này từ lâu. 

#### 5. Chuyển động của các sao trong Ngân Hà
Sau hơn 1000 đêm qua sát ở La Silla, trải trong hơn 15 năm, các nhà thiên văn đã xác định được chuyển động của hơn 14.000 ngôi sao kiểu Mặt Trời tập trung lân cận xung quanh Mặt Trời, cho thấy thiên hà của chúng ta có hoạt động nhiễu loạn hơn rất nhiều so với suy nghĩ trước kia. 

#### 6. Sao già nhất được biết đến trong Ngân Hà
Sử dụng kính thiên văn VLT, người ta đã đo được tuổi của những ngôi sao già nhất trong Ngân Hà. Với tuổi 13,2 tỷ năm, những ngôi sao này đã hình thành từ thời kỳ đầu của Vũ trụ. 

#### 7. Liên kết giữa bùng phát tia gamma và sự hợp nhất hai sao neutron
Một kính thiên văn ở La Silla đã quan sát được ánh sáng khả kiến từ một vụ bùng phát tia gamma thời gian ngắn, chỉ ra họ những sự kiện này có nguồn gốc từ sự sáp nhập của hai sao neutron. 

#### 8. Đo đạc một cách độc lập nhiệt độ của Vũ trụ
Kính VLT cũng lần đầu tiên phát hiện ra các phân tử cacbon mônôxít trong một thiên hà nằm cách xa 11 tỷ năm ánh sáng, một nhiệm vụ săn lùng trong suốt 25 năm. Điều này cho phép các nhà thiên văn đo được một cách chính xác nhiệt độ của Vũ trụ ở kỷ nguyên sơ khai.

#### 9. Đo đạc thiên thể xa nhất
Kính thiên văn rất lớn VLT cũng thu được phổ của thiên thể nằm xa trong Vũ trụ tính tới năm 2009, nó xuất hiện chỉ khoảng 600 triệu năm sau Big Bang. 

#### 10. Tìm thấy hành tinh ngoại hệ nhẹ nhất
Phổ kế HARPS đã giúp phát hiện ra một hệ hành tinh chứa một trong những hành tinh ngoại hệ nhẹ nhất - có khối lượng bằng khoảng 2 lần khối lượng Trái Đất - cũng như một hành tinh nằm trong vùng ở được, với khả năng tồn tại một đại dương chất lỏng.

## Các hoạt động tiếp cận cộng đồng
Những hoạt động hướng tới cộng đồng được thực hiện ở Phòng công cộng và giáo dục ESO (ePOD). Nhiều hoạt động và chương trình đa dạng nhằm đáp ứng những đòi hỏi xác định từ truyền hình, báo chí và truyền thông trực tuyến. ePOD sản xuất các chương trình tiếp cận cộng đồng, như ESOcast, Hubblecast, trang Facebook... ePOD cũng phát hành nhiều tài liệu như thiệp quảng cáo, sách, báo cáo hàng năm, chuyên san định kỳ (Messenger, ST-ECF Newsletter, CAPjournal), áp phích...
Trong quá khứ, một số sự kiện nổi bật có ý tưởng xuất phát từ phòng này, như Năm thiên văn quốc tế 2009 IYA2009 (do IAU và UNESCO tổ chức), VLT First Light, Astronomy On-line, và S-L 9 impact. Cũng như những trại giáo dục như Venus Transit, Science on Stage và Science in School cũng được phòng nêu ra. ePOD cũng tổ chức các buổi triển lãm.
ePOD cũng tụ hội mọi nguồn truyền thông thiên văn Lưu trữ ngày 11 tháng 9 năm 2013 tại Wayback Machine về một nơi nhằm mang lại cho những nhà truyền thông những thông tin và công cụ hữu ích.
Có một tập hợp các hình ảnh và video miễn phí có thể tải xuống tại đây.

#### ESOcasts – Tạo cảm giác về Vũ trụ
ESOcast là một seri các video dùng để quảng bá những nghiên cứu nổi bật từ ESO. Người dẫn chương trình là Doctor J, bí danh của Dr. Joe Liske, một nhà thiên văn người Đức ở ESO. Joe nghiên cứu về vũ trụ học và sự tiến hóa của các thiên hà.

#### Ảnh trong tuần ESO
Hàng tuần, ESO phát hành một hình ảnh thiên văn chọn lọc, hoặc những hoạt động liên quan đến nó. Mọi thông tin được đăng tải trên website của ESO.

## Hình ảnh
Đây là một trong những hình ảnh từ Top 100 bức ảnh của ESO. 

Tinh vân Ngọn Lửa
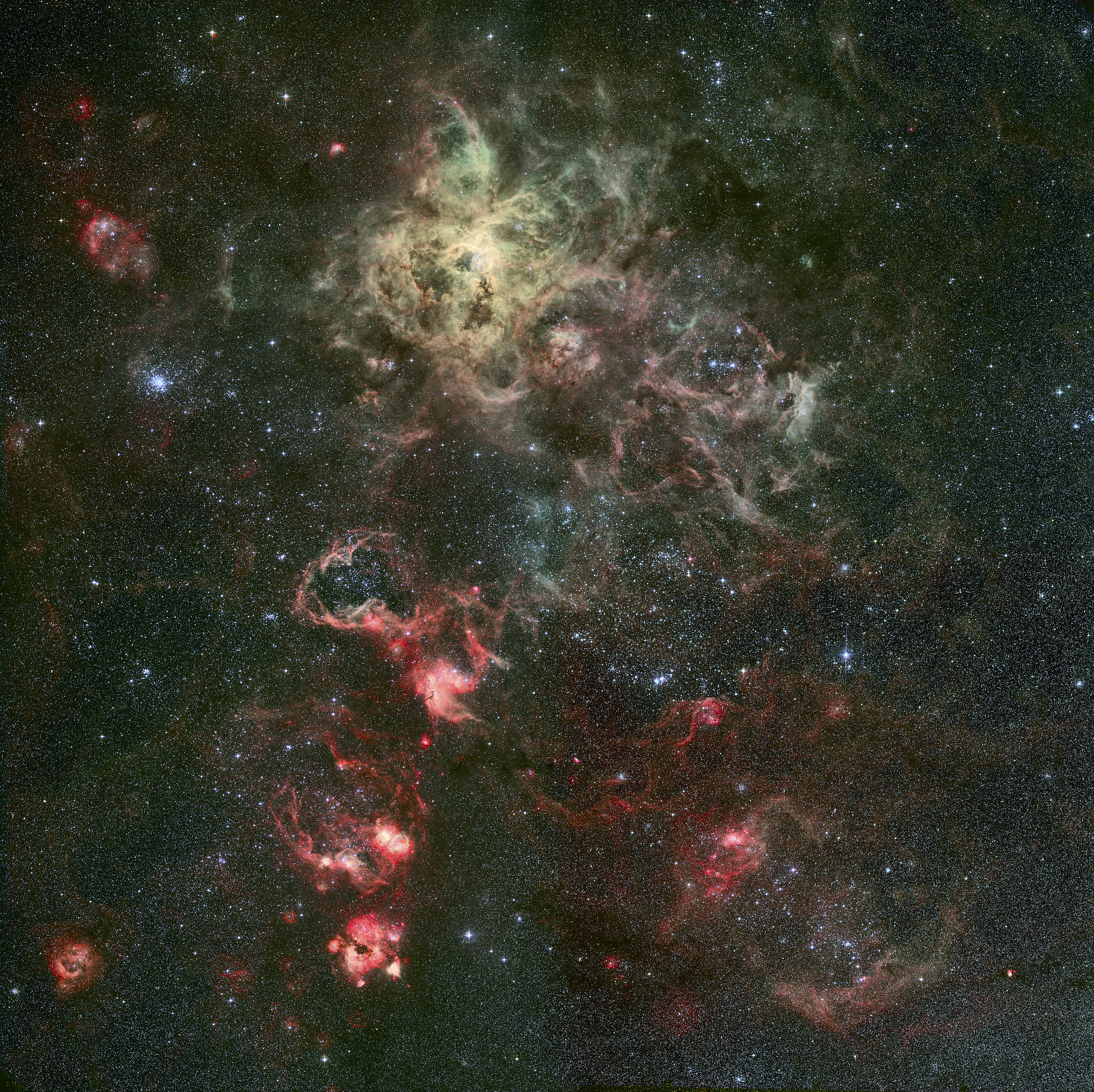
Tinh vân Tarantula
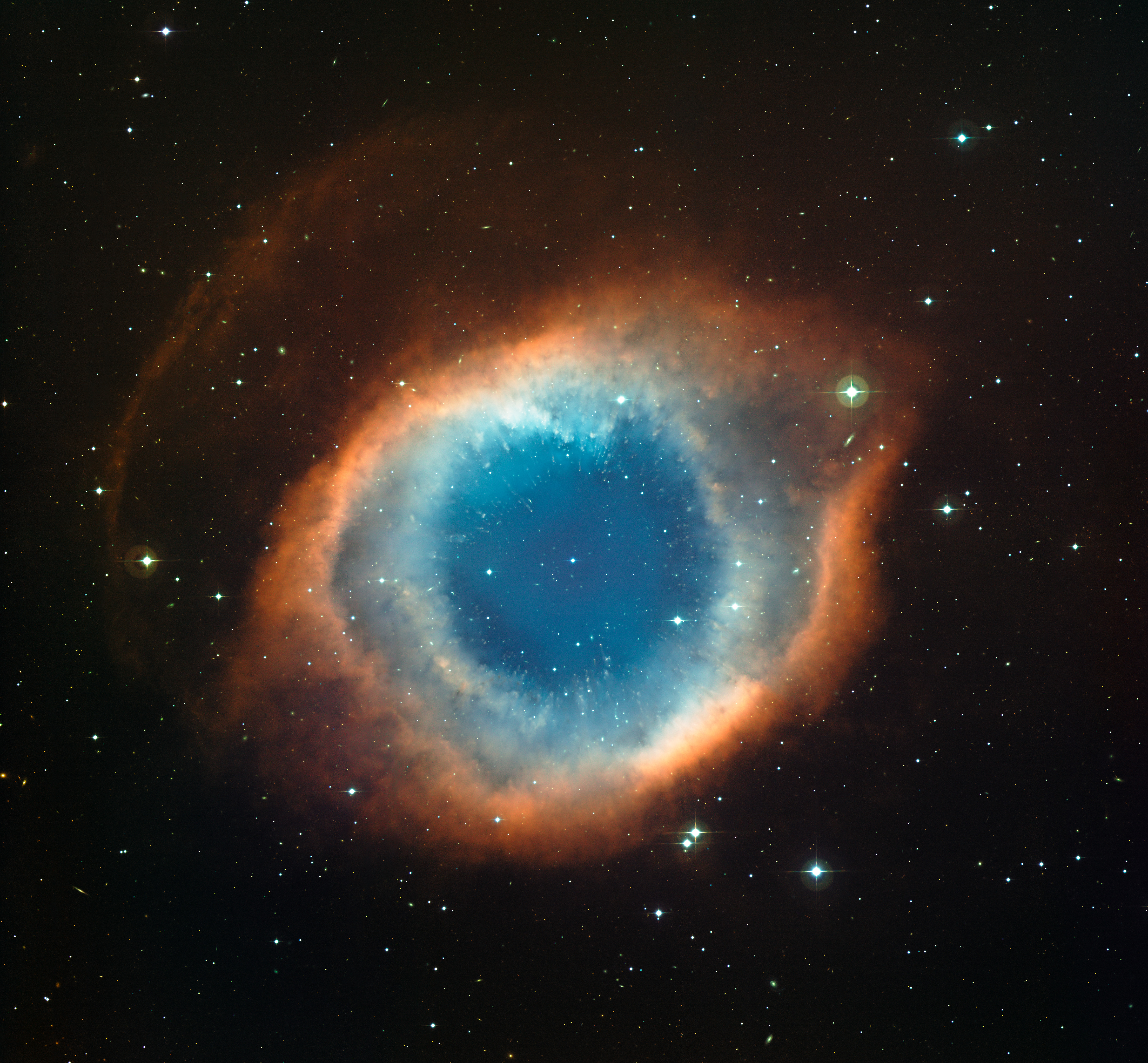
Tinh vân Xoắn ốc
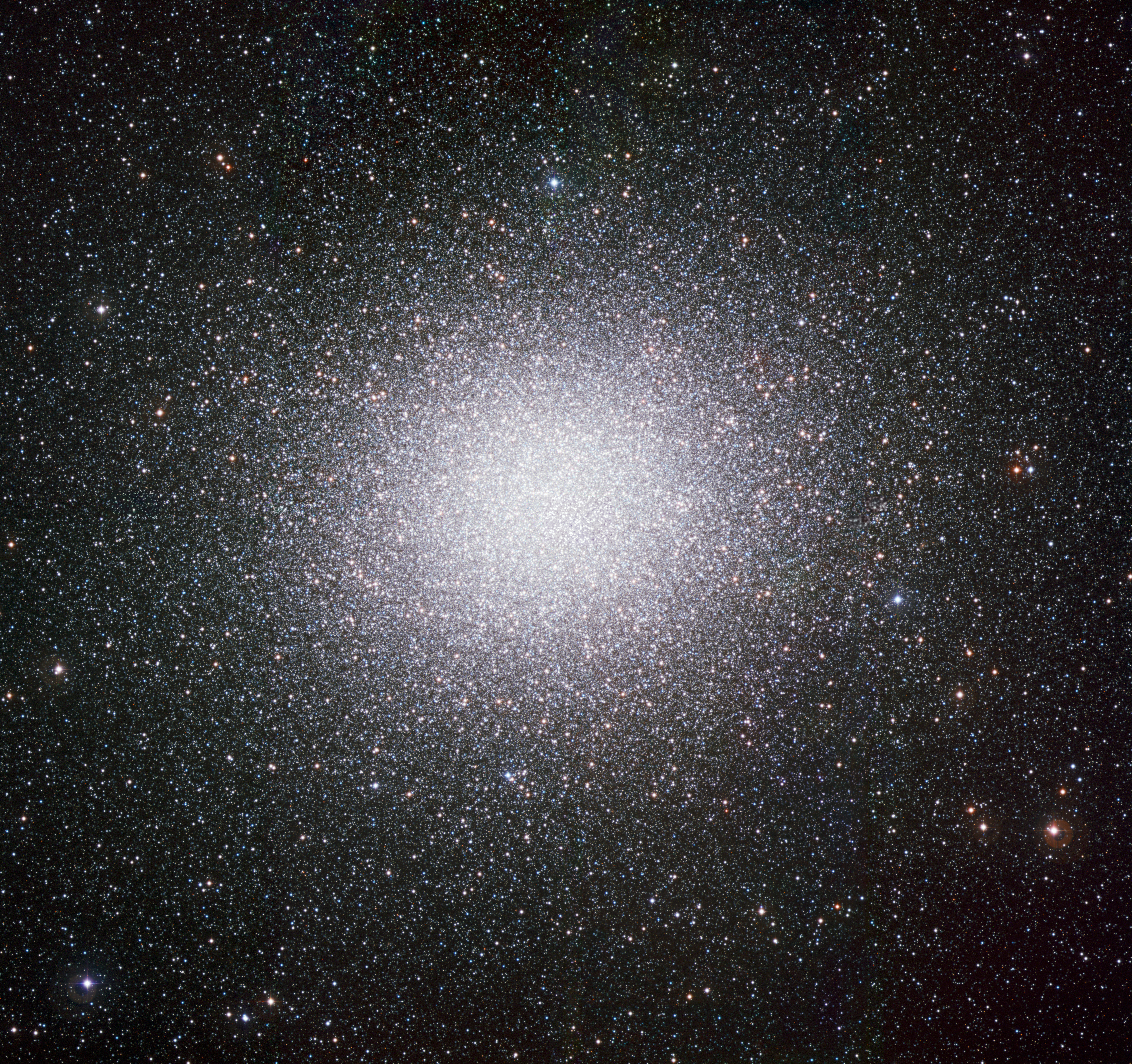
Cụm sao cầu Omega Centauri
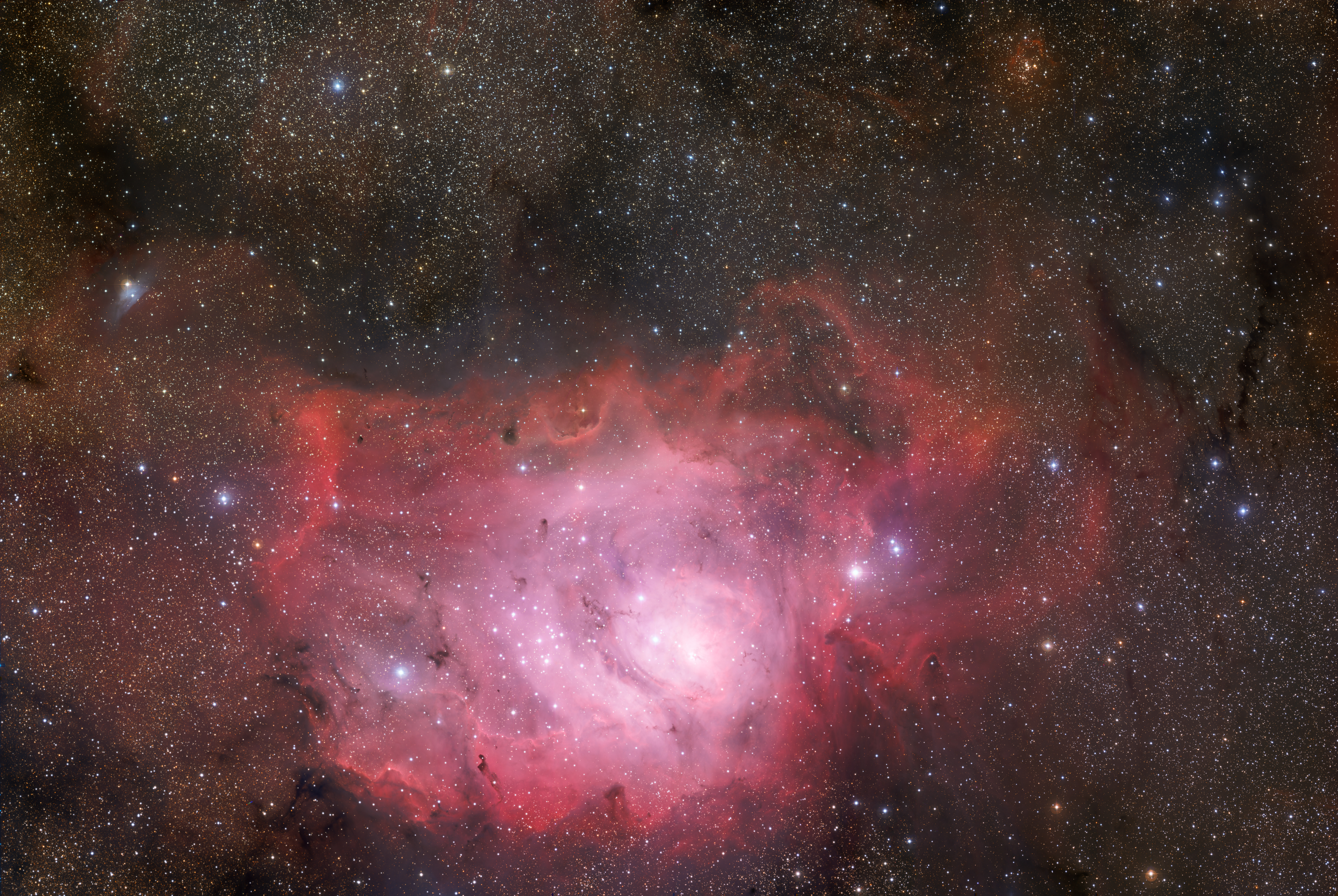
Tinh vân Lagoon
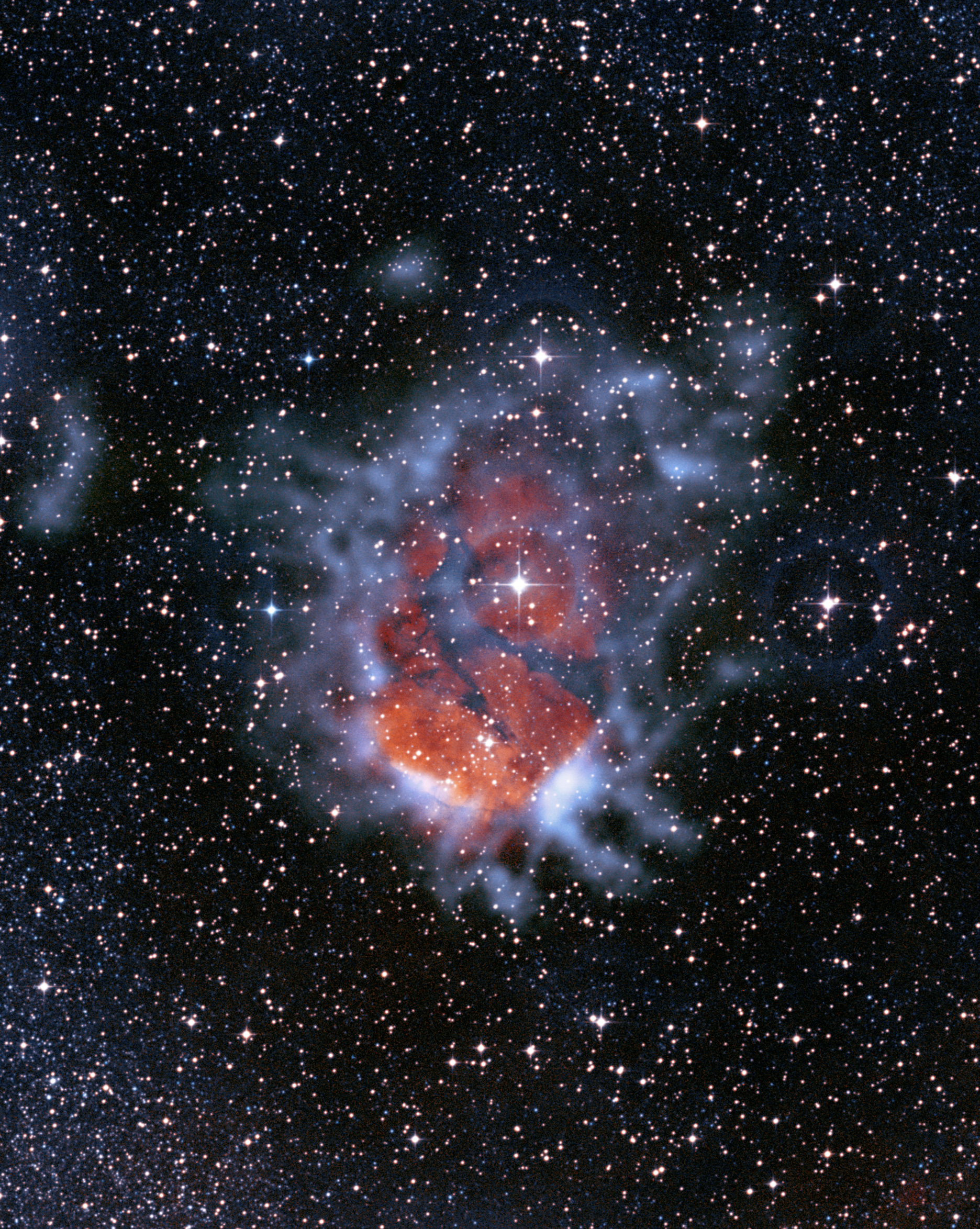
Vùng sản sinh sao
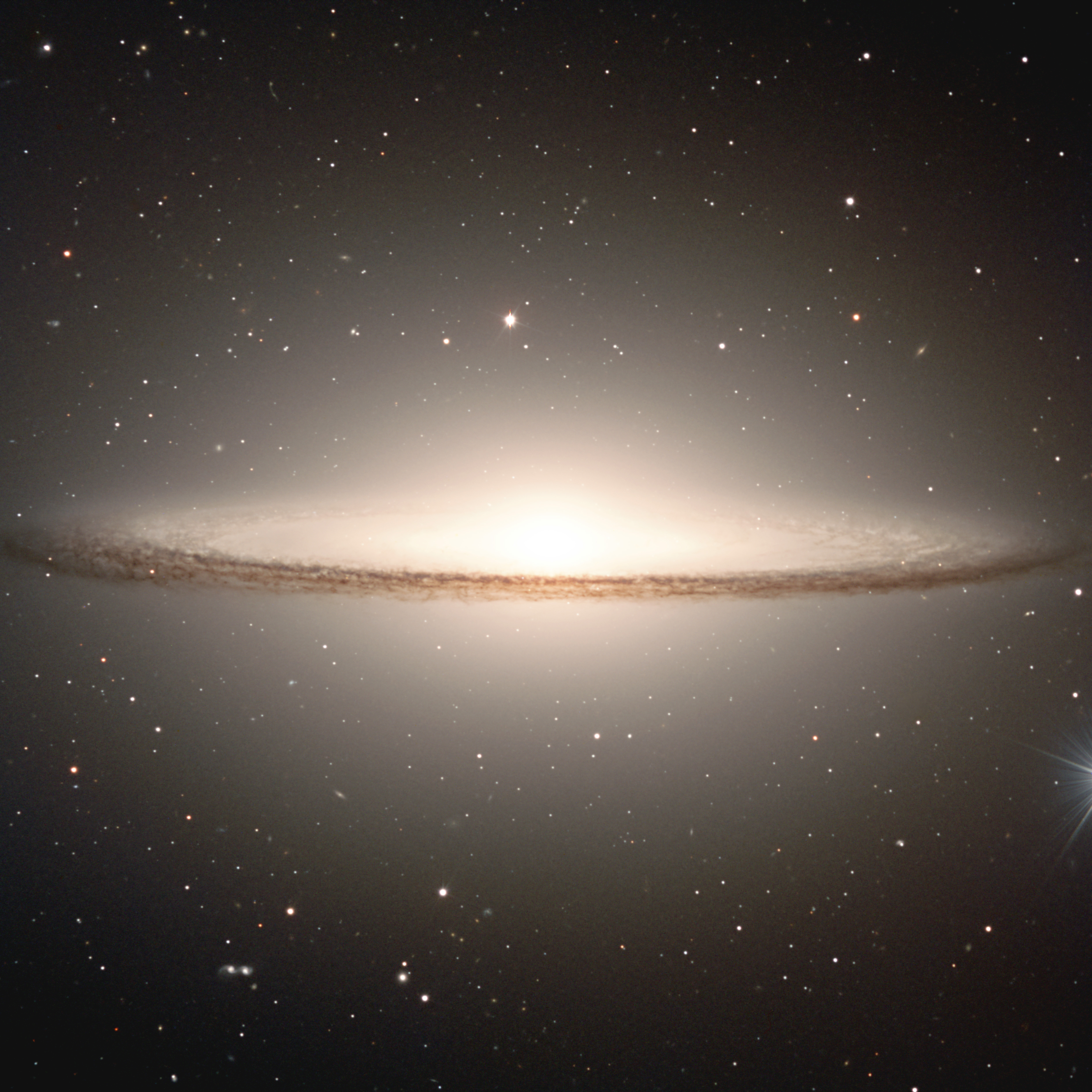
Thiên hà Sombrero
NGC 2264 và Cụm sao cây thông Noel

### Video clips
- Kênh YouTube của ESO
- Kênh Vimeo của ESO

### Kênh truyền thông xã hội
- Trang Facebook của ESO
- ESO trên Twitter